# Persone di nome James
| Questa pagina contiene informazioni ricavate automaticamente dalle voci biografiche con l'ausilio del template Bio e di un bot. L'aggiornamento è periodico e automatico e ricostruisce completamente la pagina. Se manca una persona in questa lista, sei pregato di non aggiungerla, ma accertati piuttosto che la sua voce biografica contenga il template Bio e che i dati anagrafici siano correttamente compilati. Se il template Bio manca, inseriscilo tu stesso o, in alternativa, metti l'avviso {{tmp\|Bio}} che ne segnala la mancanza. Se i dati riportati sono sbagliati, correggi direttamente la voce biografica; le modifiche saranno visibili in questa lista entro pochi giorni. Per chiarimenti vedi il progetto antroponimi. La lista contiene solo le 2.576 persone che sono citate nell'enciclopedia e per le quali è stato implementato correttamente il template Bio. Pagina aggiornata al 6 ago 2025. |

Questa è una lista di persone presenti nell'enciclopedia che hanno il nome James, suddivise per attività principale.

## Agenti segreti(1)
- James Angleton, agente segreto statunitense (Boise, n. 1917 - Washington, † 1987)

## Allenatori di calcio(43)
- James Kenneth Adjaye, allenatore di calcio e calciatore ghanese (Kumasi, n. 1928 - † 2018)
- Kwesi Appiah, allenatore di calcio e ex calciatore ghanese (Kumasi, n. 1960)
- Jimmy Baldwin, allenatore di calcio e calciatore inglese (Blackburn, n. 1922 - Romford, † 1985)
- James Bellamy, allenatore di calcio e calciatore inglese (Bethnal Green, n. 1881 - Chadwell Heath, † 1969)
- Jim Bett, allenatore di calcio e ex calciatore scozzese (Hamilton, n. 1959)
- Jimmy Bloomfield, allenatore di calcio e calciatore inglese (Londra, n. 1934 - Chingford, † 1983)
- Jim Brennan, allenatore di calcio e ex calciatore canadese (East York, n. 1977)
- James Broad, allenatore di calcio e calciatore inglese (Stalybridge, n. 1891 - Chelmsford, † 1963)
- Jim Brown, allenatore di calcio e calciatore scozzese (Kilmarnock, n. 1908 - Berkeley Heights, † 1994)
- Jim Bullions, allenatore di calcio e calciatore scozzese (Dennyloanhead, n. 1924 - Barlborough, † 2014)
- Jamie Clapham, allenatore di calcio e ex calciatore inglese (Lincoln, n. 1975)
- Jamie Day, allenatore di calcio e ex calciatore inglese (Bexley, n. 1979)
- James Debbah, allenatore di calcio e ex calciatore liberiano (Monrovia, n. 1969)
- Jimmy Dunne, allenatore di calcio e calciatore irlandese (Dublino, n. 1905 - Dublino, † 1949)
- James Easton, allenatore di calcio e ex calciatore scozzese (Glasgow, n. 1940)
- Ian Foster, allenatore di calcio e ex calciatore inglese (Whiston, n. 1976)
- James Gabarra, allenatore di calcio, ex calciatore e ex giocatore di calcio a 5 statunitense (Key West, n. 1959)
- Jim Gannon, allenatore di calcio e ex calciatore inglese (Southwark, n. 1968)
- Jim Goodwin, allenatore di calcio e ex calciatore irlandese (Waterford, n. 1981)
- Jimmy Hagan, allenatore di calcio e calciatore inglese (Washington, n. 1918 - † 1998)
- Vince Hayes, allenatore di calcio e calciatore inglese (Manchester, n. 1879 - Salford, † 1964)
- Jim Iley, allenatore di calcio e calciatore inglese (South Kirkby, n. 1935 - † 2018)
- Alan Irvine, allenatore di calcio e ex calciatore scozzese (Glasgow, n. 1958)
- Jim Jefferies, allenatore di calcio e ex calciatore scozzese (Musselburgh, n. 1950)
- Jimmy Lawrence, allenatore di calcio e calciatore scozzese (Glasgow, n. 1885 - Glasgow, † 1934)
- Jimmy Littlejohn, allenatore di calcio e calciatore scozzese (Glasgow, n. 1910 - Dundee, † 1989)
- James McCrae, allenatore di calcio e calciatore scozzese (Bridge of Weir, n. 1894 - Paisley, † 1974)
- James McFadden, allenatore di calcio e ex calciatore scozzese (Glasgow, n. 1983)
- Jim McInally, allenatore di calcio e ex calciatore scozzese (Glasgow, n. 1964)
- James McPake, allenatore di calcio e ex calciatore scozzese (Bellshill, n. 1984)
- James McPherson, allenatore di calcio scozzese (Kilmarnock, n. 1891 - Newcastle upon Tyne, † 1960)
- Jimmy McStay, allenatore di calcio e calciatore scozzese (Adrossan, n. 1893 - Port Glasgow, † 1974)
- Jimmy Milne, allenatore di calcio e calciatore scozzese (Dundee, n. 1911 - † 1997)
- James Clark Morrison, allenatore di calcio e ex calciatore scozzese (Darlington, n. 1986)
- Jimmy Neighbour, allenatore di calcio e calciatore inglese (Chingford, n. 1950 - Woodford Green, † 2009)
- Jimmy Nicholl, allenatore di calcio e ex calciatore nordirlandese (Hamilton, n. 1956)
- James O'Connor, allenatore di calcio e ex calciatore irlandese (Dublino, n. 1979)
- James Omondi, allenatore di calcio e ex calciatore keniota (Nairobi, n. 1980)
- Jim Platt, allenatore di calcio e ex calciatore nordirlandese (Ballymoney, n. 1952)
- Jimmy Quinn, allenatore di calcio e ex calciatore nordirlandese (Belfast, n. 1959)
- Jimmy Seed, allenatore di calcio e calciatore inglese (Consett, n. 1895 - Farnborough, † 1966)
- Jim Shoulder, allenatore di calcio, dirigente sportivo e ex calciatore inglese (Esh Winning, n. 1946)
- Jim Stewart, allenatore di calcio e ex calciatore scozzese (Kilwinning, n. 1954)

## Allenatori di football americano(4)
- Jimmy Johnson, allenatore di football americano statunitense (Port Arthur, n. 1943)
- Jim L. Mora, allenatore di football americano statunitense (Los Angeles, n. 1961)
- Jim Tomsula, allenatore di football americano statunitense (Homestead, n. 1968)
- Jim Young, allenatore di football americano e giocatore di football americano canadese (Hamilton, n. 1943)

## Allenatori di hockey su ghiaccio(3)
- Jim Camazzola, allenatore di hockey su ghiaccio e ex hockeista su ghiaccio canadese (Vancouver, n. 1964)
- Jim Corsi, allenatore di hockey su ghiaccio e ex hockeista su ghiaccio canadese (Montréal, n. 1954)
- Jim Roberts, allenatore di hockey su ghiaccio e hockeista su ghiaccio canadese (Toronto, n. 1940 - St. Louis, † 2015)

## Allenatori di pallacanestro(11)
- James Borrego, allenatore di pallacanestro statunitense (Albuquerque, n. 1977)
- Jim Bulloch, allenatore di pallacanestro canadese (n. 1920 - Fort Garry, † 1991)
- Jim Calhoun, allenatore di pallacanestro statunitense (Braintree, n. 1942)
- Leonard Hamilton, allenatore di pallacanestro statunitense (Gastonia, n. 1948)
- Jim Harding, allenatore di pallacanestro statunitense (New York, n. 1924 - Clinton, † 2000)
- Jim Harrick, allenatore di pallacanestro statunitense (Charleston, n. 1938)
- Babe McCarthy, allenatore di pallacanestro statunitense (Baldwyn, n. 1923 - Baldwyn, † 1975)
- Jim Molinari, allenatore di pallacanestro statunitense (n. 1954)
- James Needles, allenatore di pallacanestro statunitense (Tacoma, n. 1900 - San Francisco, † 1969)
- James Posey, allenatore di pallacanestro e ex cestista statunitense (Cleveland, n. 1977)
- James Usilton, allenatore di pallacanestro statunitense (n. 1885 - † 1939)

## Allevatori(1)
- James Oswald, allevatore e scrittore britannico (Regno Unito, n. 1967)

## Altisti(3)
- James Grayman, ex altista antiguo-barbudano (Parham, n. 1985)
- Jamie Nieto, ex altista statunitense (Seattle, n. 1976)
- Steve Smith, ex altista britannico (Liverpool, n. 1973)

## Ammiragli(8)
- James Berkeley, III conte di Berkeley, ammiraglio britannico (Gloucester, n. 1679 - Coincy, † 1736)
- James Bissett, ammiraglio britannico (n. 1760 - † 1824)
- James Whitley Deans Dundas, ammiraglio britannico (n. 1785 - Weymouth, † 1862)
- James Douglas, I baronetto, ammiraglio, politico e nobile britannico (Lilliesleaf, n. 1703 - Inghilterra, † 1787)
- James Graham Goodenough, ammiraglio inglese (Guildford, n. 1830 - Australia, † 1875)
- James Saumarez, ammiraglio britannico (Saint Peter Port, n. 1757 - Guernsey, † 1836)
- James Stockdale, ammiraglio statunitense (Abingdon, n. 1923 - Coronado, † 2005)
- James Weatherall, ammiraglio inglese (n. 1936 - † 2018)

## Anatomisti(1)
- James Papez, anatomista statunitense (n. 1883 - † 1958)

## Animatori(4)
- James Baxter, animatore britannico (Bristol, n. 1967)
- Jim Jinkins, animatore e produttore televisivo statunitense (Richmond, n. 1953)
- Jack King, animatore e regista statunitense (Birmingham, n. 1895 - Los Angeles, † 1958)
- J.G. Quintel, animatore, autore televisivo e doppiatore statunitense (Hanford, n. 1982)

## Antropologi(3)
- James Clifford, antropologo statunitense (n. 1945)
- James George Frazer, antropologo e storico delle religioni scozzese (Glasgow, n. 1854 - Cambridge, † 1941)
- James C. Scott, antropologo e politologo statunitense (Mount Holly, n. 1936 - Durham, † 2024)

## Aracnologi(1)
- James Henry Emerton, aracnologo e entomologo statunitense (Salem, n. 1847 - Boston, † 1930)

## Araldisti(1)
- James Balfour Paul, araldista e enciclopedista britannico (Edimburgo, n. 1846 - Edimburgo, † 1931)

## Arbitri di calcio(1)
- Jim Finney, arbitro di calcio inglese (Hereford, n. 1924 - Hereford, † 2008)

## Arbitri di pallacanestro(2)
- Jim Bain, arbitro di pallacanestro statunitense (Puxico, n. 1932 - † 2017)
- Jim Enright, arbitro di pallacanestro e giornalista statunitense (Sodus, n. 1910 - Chicago, † 1981)

## Arbitri di rugby a 15(1)
- Jim Fleming, arbitro di rugby a 15 britannico (Edimburgo, n. 1951)

## Archeologi(4)
- James Henry Breasted, archeologo e storico statunitense (Rockford, n. 1865 - † 1935)
- Louis Giddings, archeologo statunitense (Caldwell, n. 1909 - Pawtucket, † 1964)
- James Rendel Harris, archeologo britannico (Plymouth, n. 1852 - Birmingham, † 1941)
- James Patrick Mallory, archeologo statunitense (San Bernardino, n. 1945)

## Architetti(21)
- James Adam, architetto scozzese (Londra, n. 1732 - Londra, † 1794)
- James Barnet, architetto scozzese (Almericlose, n. 1827 - Forest Lodge, † 1904)
- James Bogardus, architetto e inventore statunitense (Catskill, n. 1800 - New York, † 1874)
- James Bradburne, architetto, museologo e funzionario britannico (Toronto, n. 1955)
- James Bunstone Bunning, architetto britannico (Londra, n. 1802 - Londra, † 1863)
- James K. M. Cheng, architetto hongkonghese (Hong Kong, n. 1947)
- James Craig, architetto e urbanista scozzese (n. 1739 - † 1795)
- Jamie Fobert, architetto e designer britannico (Ontario, n. 1962)
- James Gandon, architetto irlandese (Londra, n. 1743 - Lucan, † 1823)
- James Gibbs, architetto e teorico dell'architettura scozzese (Aberdeen, n. 1682 - Londra, † 1754)
- James Hoban, architetto irlandese (Callan, n. 1758 - Washington, † 1831)
- James Hobrecht, architetto e urbanista tedesco (Memel, n. 1825 - Berlino, † 1902)
- J.J. McCarthy, architetto irlandese (Dublino, n. 1817 - Glasnevin, † 1882)
- James O'Donnell, architetto statunitense (Contea di Wexford, n. 1774 - Montreal, † 1830)
- James Paine, architetto inglese (Andover, n. 1717 - † 1789)
- James Renwick Jr, architetto statunitense (New York, n. 1818 - New York, † 1895)
- James Rossant, architetto e artista statunitense (New York, n. 1928 - Condeau, † 2009)
- James of Saint George, architetto francese (Saint-Prex - † 1309)
- James Stirling, architetto britannico (Glasgow, n. 1924 - Londra, † 1992)
- James Stuart, architetto, pittore e archeologo britannico (Londra, n. 1713 - † 1788)
- James Wyatt, architetto britannico (Weeford, n. 1746 - Marlborough, † 1813)

## Arcivescovi anglicani(1)
- James Ussher, arcivescovo anglicano irlandese (Dublino, n. 1581 - Reigate, † 1656)

## Arcivescovi cattolici(7)
- James Roosevelt Bayley, arcivescovo cattolico statunitense (Rye, n. 1814 - Newark, † 1877)
- James Beaton, arcivescovo cattolico scozzese (n. 1473 - Saint Andrews, † 1539)
- James Beaton, arcivescovo cattolico scozzese (n. 1517 - Parigi, † 1603)
- James Joseph Byrne, arcivescovo cattolico statunitense (Saint Paul, n. 1908 - Dubuque, † 1996)
- James Patrick Green, arcivescovo cattolico statunitense (Filadelfia, n. 1950)
- James Patterson Lyke, arcivescovo cattolico statunitense (Chicago, n. 1939 - Atlanta, † 1992)
- James Hugh Ryan, arcivescovo cattolico statunitense (Indianapolis, n. 1886 - Omaha, † 1947)

## Armonicisti(1)
- James Cotton, armonicista, cantante e compositore statunitense (Tunica, n. 1935 - Austin, † 2017)

## Artigiani(2)
- James Ayscough, artigiano inglese († 1759)
- James Black, artigiano statunitense (Hackensack, n. 1800 - Washington, † 1872)

## Artisti(6)
- James Cudjoe, artista ghanese (Sekondi-Takoradi, n. 1971)
- James Hampton, artista statunitense (Elloree, n. 1909 - Washington, † 1964)
- Jim Henson, artista, inventore e fumettista statunitense (Greenville, n. 1936 - New York, † 1990)
- James Rivière, artista, designer e gioielliere italiano (n. 1949)
- James Rizzi, artista statunitense (New York, n. 1950 - † 2011)
- James Turrell, artista statunitense (Los Angeles, n. 1943)

## Artisti marziali(1)
- James Yimm Lee, artista marziale statunitense (Oakland, n. 1920 - San Francisco, † 1972)

## Artisti marziali misti(3)
- James Gallagher, artista marziale misto britannico (Strabane, n. 1996)
- Jim Miller, artista marziale misto statunitense (Sparta, n. 1983)
- Jimmie Rivera, artista marziale misto statunitense (Ramsey, n. 1989)

## Astisti(1)
- James Brooker, astista statunitense (Cass City, n. 1902 - † 1973)

## Astrofisici(1)
- James Hansen, astrofisico e climatologo statunitense (Denison, n. 1941)

## Astronauti(15)
- James Craig Adamson, ex astronauta statunitense (Warsaw, n. 1946)
- James Bagian, ex astronauta e fisico statunitense (Filadelfia, n. 1952)
- James Buchli, ex astronauta e ingegnere statunitense (New Rockford, n. 1945)
- James Dutton, ex astronauta statunitense (Eugene, n. 1968)
- James Halsell, ex astronauta statunitense (West Monroe, n. 1956)
- James Irwin, astronauta statunitense (Pittsburgh, n. 1930 - Glenwood Springs, † 1991)
- James McNeal Kelly, ex astronauta statunitense (Burlington, n. 1964)
- Jim Lovell, astronauta statunitense (Cleveland, n. 1928)
- James McDivitt, astronauta statunitense (Chicago, n. 1929 - Tucson, † 2022)
- James Newman, ex astronauta e fisico statunitense (Micronesia, n. 1956)
- James Pawelczyk, ex astronauta statunitense (Buffalo, n. 1960)
- James Reilly, ex astronauta e geologo statunitense (Mountain Home Air Force Base, n. 1954)
- James Voss, astronauta statunitense (Cordova, n. 1949)
- James Wetherbee, astronauta statunitense (Flushing, n. 1952)
- James van Hoften, ex astronauta e ingegnere statunitense (Fresno, n. 1944)

## Astronomi(23)
- James Bradley, astronomo inglese (Sherborne, n. 1693 - Chalford, † 1762)
- James Bruton, astronomo statunitense
- James Carpenter, astronomo britannico (n. 1840 - † 1899)
- James Challis, astronomo, matematico e fisico inglese (Braintree, n. 1802 - Cambridge, † 1882)
- James F. Chappell, astronomo e fotografo statunitense (n. 1891 - † 1964)
- James Christy, astronomo statunitense (Milwaukee, n. 1938)
- James De Young, astronomo statunitense
- James Dunlop, astronomo britannico (Dalry, n. 1793 - Boora Boora, † 1848)
- James Elliot, astronomo statunitense (Columbus, n. 1943 - Wellesley, † 2011)
- James Ferguson, astronomo e ingegnere statunitense (n. 1797 - † 1867)
- James Ferguson, astronomo scozzese (Rothiemay, n. 1710 - Londra, † 1776)
- James B. Gibson, astronomo statunitense
- James Gunn, astronomo statunitense (Livingston, n. 1938)
- James Jeans, astronomo, matematico e fisico britannico (Ormskirk, n. 1877 - Dorking, † 1946)
- James B. Kaler, astronomo e scrittore statunitense (Albany, n. 1938 - † 2022)
- James Edward Keeler, astronomo statunitense (LaSalle, n. 1857 - San Francisco, † 1900)
- James Lattimer, astronomo statunitense (Marion, n. 1950)
- James E. McGaha, astronomo statunitense (n. 1946)
- James Pound, astronomo inglese (n. 1669 - † 1724)
- James M. Roe, astronomo statunitense (n. 1943)
- James Vernon Scotti, astronomo statunitense (Bandon, n. 1960)
- James Craig Watson, astronomo canadese (Fingal, n. 1838 - † 1880)
- James Whitney Young, astronomo statunitense (Portland, n. 1941)

## Attivisti(5)
- James Bevel, attivista statunitense (Itta Bena, n. 1936 - Springfield, † 2008)
- James Colescott, attivista statunitense (Terre Haute, n. 1897 - Coral Gables, † 1950)
- James Hood, attivista statunitense (Gadsden, n. 1942 - Gadsden, † 2013)
- James Howard Meredith, attivista statunitense (Kosciusko, n. 1933)
- James Orange, attivista statunitense (Birmingham, n. 1942 - Atlanta, † 2008)

## Attori pornografici(1)
- Julian, ex attore pornografico statunitense (Santiago del Cile, n. 1970)

## Attori teatrali(6)
- James Burbage, attore teatrale, direttore teatrale e imprenditore britannico (Londra, n. 1531 - † 1597)
- James Keteltas Hackett, attore teatrale statunitense (Ontario, n. 1869 - Parigi, † 1926)
- James Henry Hackett, attore teatrale statunitense (New York, n. 1800 - New York, † 1871)
- Steele MacKaye, attore teatrale e inventore statunitense (n. 1842 - † 1894)
- James Quin, attore teatrale britannico (Londra, n. 1693 - Bath, † 1766)
- James Sheridan Knowles, attore teatrale e scrittore irlandese (Cork, n. 1784 - † 1862)

## Autori di giochi(1)
- Jim Dunnigan, autore di giochi statunitense (Contea di Rockland, n. 1943)

## Aviatori(7)
- Jimmie Angel, aviatore e esploratore statunitense (Cedar Valley, n. 1899 - Panama, † 1956)
- James Dewhirst, aviatore inglese (Halifax, n. 1892)
- Steve Fossett, aviatore, navigatore e avventuriero statunitense (Jackson, n. 1944 - Sierra Nevada, † 2007)
- James Lennox, aviatore britannico (Chryston, n. 1899)
- James McCudden, aviatore britannico (Gillingham, n. 1895 - Auxi-le-Château, † 1918)
- James Smith McDonnell, aviatore statunitense (Denver, n. 1899 - Saint Louis, † 1980)
- James Hart Mitchell, aviatore inglese (Hereford, n. 1899 - † 1921)

## Avventurieri(1)
- James Brooke, avventuriero e politico britannico (Bandel, n. 1803 - Burrator, † 1868)

## Avvocati(8)
- James B. Donovan, avvocato e politico statunitense (New York, n. 1916 - New York, † 1970)
- Jim Garrison, avvocato statunitense (Denison, n. 1921 - New Orleans, † 1992)
- James Hoffa, avvocato e sindacalista statunitense (Detroit, n. 1941)
- David Hope, avvocato e giudice britannico (n. 1938)
- James Monteith Grant, avvocato britannico (n. 1903 - † 1981)
- James Mackay, barone Mackay di Clashfern, avvocato e politico scozzese (Edimburgo, n. 1927)
- James Smith, avvocato e politico statunitense (Dublino, n. 1719 - York, † 1806)
- Jim Gilmore, avvocato e politico statunitense (Richmond, n. 1949)

## Banchieri(3)
- James Mayer de Rothschild, banchiere francese (Francoforte sul Meno, n. 1792 - Parigi, † 1868)
- James Wolfensohn, banchiere, economista e schermidore australiano (Sydney, n. 1933 - New York, † 2020)
- James Hood Wright, banchiere, dirigente d'azienda e imprenditore statunitense (Filadelfia, n. 1836 - New York, † 1894)

## Bassi-baritoni(1)
- James Morris, basso-baritono statunitense (Baltimora, n. 1947)

## Bassisti(7)
- James Dewar, bassista e cantante britannico (Glasgow, n. 1942 - Paisley, † 2002)
- James Genus, bassista e contrabbassista statunitense (Hampton, n. 1966)
- James Jamerson, bassista statunitense (Charleston, n. 1936 - Los Angeles, † 1983)
- James LoMenzo, bassista statunitense (Brooklyn, n. 1959)
- James MacDonough, bassista statunitense (Jacksonville, n. 1970)
- J. Robbins, bassista e produttore discografico statunitense
- James Warren, bassista e cantautore britannico (Bristol, n. 1951)

## Batteristi(14)
- Jimmy Chamberlin, batterista statunitense (Joliet, n. 1964)
- Jim Chapin, batterista statunitense (New York, n. 1919 - Fort Myers, † 2009)
- James Duncan, batterista inglese (Londra, n. 1977)
- Jim Gordon, batterista statunitense (Los Angeles, n. 1945 - Vacaville, † 2023)
- Osie Johnson, batterista, cantante e compositore statunitense (Washington, n. 1923 - New York, † 1966)
- Patrick Keeler, batterista statunitense (West Harrison, n. 1975)
- Jim Keltner, batterista statunitense (Tulsa, n. 1942)
- James Kottak, batterista statunitense (Louisville, n. 1962 - Louisville, † 2024)
- James Lilja, batterista statunitense (Los Gatos, n. 1966)
- Jim McCarty, batterista britannico (Liverpool, n. 1943)
- Jimmy Nicol, batterista britannico (Battersea, n. 1939)
- Jamie Oldaker, batterista statunitense (Tulsa, n. 1951 - Tulsa, † 2020)
- Slim Jim Phantom, batterista e compositore statunitense (Brooklyn, n. 1961)
- The Rev, batterista statunitense (Huntington Beach, n. 1981 - Huntington Beach, † 2009)

## Bibliografi(2)
- James Orchard Halliwell-Phillipps, bibliografo britannico (Londra, n. 1820 - East Sussex, † 1889)
- James Lenox, bibliografo statunitense (New York, n. 1800 - New York, † 1880)

## Biblisti(3)
- James H. Charlesworth, biblista e storico delle religioni statunitense (St. Petersburg, n. 1940)
- James Hastings, biblista britannico (Huntly, n. 1852 - Aberdeen, † 1922)
- James M. Robinson, biblista e teologo statunitense (n. 1924 - † 2016)

## Biochimici(1)
- James Collip, biochimico canadese (Belleville, n. 1892 - London, † 1965)

## Biografi(1)
- James R. Moore, biografo e docente britannico (n. 1947)

## Biologi(5)
- James Danielli, biologo inglese (n. 1911 - † 1984)
- James Murray, biologo e esploratore scozzese (Glasgow, n. 1865 - Oceano Artico, † 1914)
- James Rothman, biologo statunitense (Haverhill, n. 1950)
- James Thomson, biologo statunitense (n. 1958)
- James Dewey Watson, biologo, genetista e biochimico statunitense (Chicago, n. 1928)

## Bobbisti(8)
- James Neil Atkinson, bobbista statunitense (Deland, n. 1929 - Black Mountain, † 2010)
- James Bickford, bobbista statunitense (Lake Placid, n. 1912 - Rainbow Lake, † 1989)
- James Cardno, bobbista britannico (Fraserburgh, n. 1912 - Leeds, † 1975)
- James Crall, ex bobbista statunitense
- James Ernest Lamy, bobbista statunitense (Saranac Lake, n. 1928 - Corning, † 1992)
- James Lord, ex bobbista statunitense
- Jay O'Brien, bobbista statunitense (New York, n. 1883 - Palm Beach, † 1940)
- James Reed, bobbista statunitense (Bloomington, n. 1991)

## Botanici(7)
- James Bateman, botanico inglese (n. 1811 - † 1897)
- James Britten, botanico inglese (Chelsea, n. 1846 - Londra, † 1924)
- James Cullen, botanico britannico (Liverpool, n. 1936 - Cambridge, † 2013)
- James Forbes, botanico britannico (Bridgend, n. 1773 - Woburn Abbey, † 1861)
- James Sykes Gamble, botanico britannico (Londra, n. 1847 - Haslemere, † 1925)
- James Petiver, botanico, farmacista e entomologo britannico (Rugby, n. 1663 - † 1718)
- James Reveal, botanico statunitense (n. 1941 - Ithaca, † 2015)

## Cabarettisti(1)
- Jack Dee, cabarettista, attore e sceneggiatore britannico (Bromley, n. 1961)

## Canottieri(13)
- Andrew Byrnes, canottiere canadese (Toronto, n. 1983)
- James Cracknell, canottiere britannico (n. 1972)
- James Dunbar, canottiere statunitense (Crawfordsville, n. 1930 - † 2018)
- James Fifer, canottiere statunitense (Tacoma, n. 1930 - Seattle, † 1986)
- James Flanagan, canottiere statunitense (n. 1878 - Filadelfia, † 1937)
- Angus Gillan, canottiere britannico (Aberdeen, n. 1885 - † 1981)
- James Juvenal, canottiere statunitense (Filadelfia, n. 1874 - Filadelfia, † 1942)
- James MacNabb, canottiere britannico (n. 1901 - † 1990)
- James Marburg, canottiere australiano (Terang, n. 1982)
- James McRae, canottiere australiano (Murray Bridge, n. 1987)
- James Stillman Rockefeller, canottiere statunitense (Manhattan, n. 1902 - Greenwich, † 2004)
- James Thompson, canottiere sudafricano (Città del Capo, n. 1986)
- James Tomkins, canottiere australiano (Sydney, n. 1965)

## Cantanti(32)
- Bill Anderson, cantante statunitense (Columbia, n. 1937)
- James Arthur, cantante britannico (Middlesbrough, n. 1988)
- Jimmy Barnes, cantante, chitarrista e compositore britannico (Glasgow, n. 1956)
- Lance Bass, cantante, ballerino e attore statunitense (Laurel, n. 1979)
- James Blake, cantante, musicista e produttore discografico britannico (Londra, n. 1988)
- James Dean Bradfield, cantante e chitarrista britannico (Pontypool, n. 1969)
- James Brown, cantante statunitense (Barnwell, n. 1933 - Atlanta, † 2006)
- James Carr, cantante statunitense (Coahoma, n. 1942 - Memphis, † 2001)
- James Christian, cantante statunitense
- Jimmy Cliff, cantante giamaicano (St. James, n. 1944)
- Little Jimmy Dickens, cantante statunitense (Bolt, n. 1920 - Nashville, † 2015)
- Jimmy Durante, cantante, pianista e attore statunitense (New York, n. 1893 - Santa Monica, † 1980)
- James Fauntleroy, cantante, paroliere e produttore discografico statunitense (Inglewood, n. 1984)
- James Fox, cantante britannico (Bargoed, n. 1976)
- James Monroe Iglehart, cantante, attore e doppiatore statunitense (Hayward, n. 1974)
- James Ingram, cantante e compositore statunitense (Akron, n. 1952 - Los Angeles, † 2019)
- Jamey Jasta, cantante e musicista statunitense (West Haven, n. 1977)
- Jim Kerr, cantante britannico (Glasgow, n. 1959)
- The King, cantante britannico (Belfast, n. 1968)
- Jim Lindberg, cantante statunitense (Hermosa Beach, n. 1965)
- James Murphy, cantante, musicista e produttore discografico statunitense (Princeton Junction, n. 1970)
- P. J. Proby, cantante statunitense (Houston, n. 1938)
- Jim Reeves, cantante statunitense (n. 1923 - † 1964)
- James Rivera, cantante statunitense (n. 1960)
- Jimmie Rodgers, cantante statunitense (Camas, n. 1933 - Palm Desert, † 2021)
- Jimmie Rodgers, cantante statunitense (Meridian, n. 1897 - New York, † 1933)
- Jimmy Scott, cantante statunitense (Cleveland, n. 1925 - Las Vegas, † 2014)
- Jim Sullivan, cantante e chitarrista statunitense (San Diego, n. 1940 - † 1975)
- James George Thirlwell, cantante, polistrumentista e compositore australiano (Melbourne, n. 1960)
- James Thomas, cantante e chitarrista statunitense (Eden, n. 1926 - Greenville, † 1993)
- Travis Tritt, cantante statunitense (Marietta, n. 1963)
- Jim Verraros, cantante statunitense (Crystal Lake, n. 1983)

## Cantautori(33)
- James Bay, cantautore e chitarrista britannico (Hitchin, n. 1990)
- James Blunt, cantautore, musicista e ex militare britannico (Tidworth, n. 1974)
- James Bourne, cantautore, compositore e polistrumentista britannico (Rochford, n. 1983)
- Jimmy Buffett, cantautore, musicista e scrittore statunitense (Pascagoula, n. 1946 - Sag Harbor, † 2023)
- Jim Croce, cantautore statunitense (Filadelfia, n. 1943 - Natchitoches, † 1973)
- Jimmie Davis, cantautore, musicista e politico statunitense (Quitman, n. 1899 - Baton Rouge, † 2000)
- James Hetfield, cantautore, chitarrista e compositore statunitense (Downey, n. 1963)
- Rick James, cantautore, musicista e produttore discografico statunitense (Buffalo, n. 1948 - Burbank, † 2004)
- Vance Joy, cantautore australiano (Melbourne, n. 1987)
- James Kakande, cantautore inglese (Manchester, n. 1974)
- Jim Lauderdale, cantautore statunitense (Troutman, n. 1957)
- Ewan MacColl, cantautore, attivista e drammaturgo britannico (Salford, n. 1915 - Kensington e Chelsea, † 1989)
- James Maddock, cantautore britannico (Leicester, n. 1962)
- James McCartney, cantautore e musicista britannico (Londra, n. 1977)
- Paul McCartney, cantautore, compositore e polistrumentista britannico (Liverpool, n. 1942)
- James Vincent McMorrow, cantautore, musicista e polistrumentista irlandese (Dublino, n. 1981)
- James McMurtry, cantautore, chitarrista e attore statunitense (Fort Worth, n. 1962)
- Jimmy McShane, cantautore e ballerino britannico (Derry, n. 1957 - Derry, † 1995)
- James Mercer, cantautore e polistrumentista statunitense (Honolulu, n. 1970)
- Slim Harpo, cantautore e armonicista statunitense (Baton Rouge, n. 1924 - Crowley, † 1970)
- James Morrison, cantautore e chitarrista britannico (Rugby, n. 1984)
- Jim Morrison, cantautore e poeta statunitense (Melbourne, n. 1943 - Parigi, † 1971)
- Jimmy Napes, cantautore, paroliere e produttore discografico britannico (Londra, n. 1980)
- James Newman, cantautore britannico (Settle, n. 1985)
- Iggy Pop, cantautore, attore e produttore discografico statunitense (Muskegon, n. 1947)
- James Reyne, cantautore australiano (Lagos, n. 1957)
- Jimmy Somerville, cantautore, attivista e attore britannico (Glasgow, n. 1961)
- Chip Taylor, cantautore statunitense (Yonkers, n. 1940)
- James Taylor, cantautore statunitense (Boston, n. 1948)
- James TW, cantautore britannico (Barford, n. 1997)
- Jesse Winchester, cantautore e musicista statunitense (Bossier City, n. 1944 - Charlottesville, † 2014)
- Wooden Wand, cantautore statunitense (New York)
- James Yorkston, cantautore e musicista scozzese (Kingsbarns, n. 1971)

## Cardinali(8)
- James Darcy Freeman, cardinale e arcivescovo cattolico australiano (Sydney, n. 1907 - Sydney, † 1991)
- James Gibbons, cardinale e arcivescovo cattolico statunitense (Baltimora, n. 1834 - Baltimora, † 1921)
- James Michael Harvey, cardinale e arcivescovo cattolico statunitense (Milwaukee, n. 1949)
- James Aloysius Hickey, cardinale e arcivescovo cattolico statunitense (Midland, n. 1920 - Washington, † 2004)
- James Robert Knox, cardinale e arcivescovo cattolico australiano (Bayswater, n. 1914 - Roma, † 1983)
- James Charles McGuigan, cardinale e arcivescovo cattolico canadese (Hunter River, n. 1894 - Toronto, † 1974)
- James Francis Louis McIntyre, cardinale e arcivescovo cattolico statunitense (New York, n. 1886 - Los Angeles, † 1979)
- James Francis Stafford, cardinale e arcivescovo cattolico statunitense (Baltimora, n. 1932)

## Cartografi(1)
- James Wyld, cartografo e politico britannico (n. 1812 - † 1887)

## Cavalieri(2)
- Bill Roycroft, cavaliere australiano (n. 1915 - † 2011)
- James C. Wofford, cavaliere statunitense (Junction City, n. 1944 - † 2023)

## Chimici(13)
- James Colquhoun Irvine, chimico scozzese (Glasgow, n. 1877 - † 1952)
- James Bryant Conant, chimico statunitense (Dorchester, n. 1893 - Hanover, † 1978)
- James Wilfred Cook, chimico inglese (South Kensington, n. 1900 - † 1975)
- James Crafts, chimico statunitense (Boston, n. 1839 - Ridgefield, † 1917)
- James Lovelock, chimico britannico (Letchworth, n. 1919 - Abbotsbury, † 2022)
- James Marsh, chimico britannico (Londra, n. 1794 - Woolwich, † 1846)
- James William McBain, chimico canadese (Chatham, n. 1882 - † 1953)
- James Muspratt, chimico inglese (Dublino, n. 1793 - Lancashire, † 1886)
- James Price, chimico e alchimista britannico (Londra, n. 1752 - Guildford, † 1783)
- James Fraser Stoddart, chimico britannico (Edimburgo, n. 1942 - † 2024)
- James Batcheller Sumner, chimico statunitense (Canton, n. 1887 - Buffalo, † 1955)
- James Tour, chimico statunitense (New York, n. 1959)
- James Young, chimico scozzese (Glasgow, n. 1811 - Wemyss Bay, † 1883)

## Chirurghi(6)
- James Graham Cooper, chirurgo e naturalista statunitense (n. 1830 - † 1902)
- James D. Hardy, chirurgo statunitense (Birmingham, n. 1918 - Newala, † 2003)
- James Learmonth, chirurgo scozzese (Gatehouse of Fleet, n. 1895 - Broughton, † 1967)
- James Paget, chirurgo e patologo inglese (Great Yarmouth, n. 1814 - Londra, † 1899)
- James Marion Sims, chirurgo statunitense (Hanging Rock, n. 1813 - New York, † 1883)
- James Syme, chirurgo scozzese (Edimburgo, n. 1799 - Millbanks, † 1870)

## Chitarristi(18)
- James Burton, chitarrista statunitense (Dubberly, n. 1939)
- James B. Cobb Jr., chitarrista, tastierista e cantante statunitense (Birmingham, n. 1944 - Monticello, † 2019)
- Jimmy Crespo, chitarrista statunitense (New York, n. 1954)
- Jim Hall, chitarrista statunitense (Buffalo, n. 1930 - Buffalo, † 2013)
- Jimi Hendrix, chitarrista e cantautore statunitense (Seattle, n. 1942 - Londra, † 1970)
- James Hogan, chitarrista statunitense (n. 1974)
- James Iha, chitarrista statunitense (Chicago, n. 1968)
- Jim Martin, chitarrista statunitense (Oakland, n. 1961)
- Jim Matheos, chitarrista statunitense (Westfield, n. 1962)
- James Murphy, chitarrista e produttore discografico statunitense (Portsmouth, n. 1967)
- Jimmy Page, chitarrista e compositore britannico (Londra, n. 1944)
- Jimmy Raney, chitarrista statunitense (Louisville, n. 1927 - Louisville, † 1995)
- James Shaffer, chitarrista statunitense (Rosedale, n. 1970)
- James Blood Ulmer, chitarrista e cantante statunitense (St. Matthews, n. 1940)
- Jimmie Vaughan, chitarrista, compositore e cantante statunitense (Dallas, n. 1951)
- Jim West, chitarrista e compositore canadese (Toronto, n. 1953)
- James Williamson, chitarrista, compositore e produttore discografico statunitense (Castroville, n. 1949)
- James Young, chitarrista statunitense (Chicago, n. 1949)

## Ciclisti su strada(6)
- James Fouché, ciclista su strada neozelandese (Christchurch, n. 1998)
- James Knox, ciclista su strada britannico (Kendal, n. 1995)
- James Oram, ex ciclista su strada neozelandese (Palmerston North, n. 1993)
- James Piccoli, ex ciclista su strada canadese (Montréal, n. 1991)
- James Shaw, ciclista su strada britannico (Nottingham, n. 1996)
- James Whelan, ex ciclista su strada australiano (Melbourne, n. 1996)

## Circensi(1)
- James Clement Boswell, circense inglese (Halifax, n. 1826 - Parigi, † 1859)

## Clarinettisti(1)
- Jimmy Dorsey, clarinettista e sassofonista statunitense (Shenandoah, n. 1904 - New York, † 1957)

## Climatologi(2)
- James Croll, climatologo britannico (Wolfhill, n. 1821 - Perth, † 1890)
- Jim Skea, climatologo britannico (Dundee, n. 1953)

## Comici(2)
- Jimmy Carr, comico, attore e conduttore televisivo britannico (Londra, n. 1972)
- Jim Gaffigan, comico e attore statunitense (Barrington, n. 1966)

## Compositori(16)
- James Seymour Brett, compositore, direttore d'orchestra e arrangiatore inglese (n. 1974)
- James Melville Fulton, compositore e direttore di banda statunitense (Washington, n. 1873 - Belmont, † 1940)
- James Gelfand, compositore, musicista e arrangiatore canadese (Montréal)
- Jimmy Giuffre, compositore, clarinettista e sassofonista statunitense (Dallas, n. 1921 - Pittsfield, † 2008)
- James Horner, compositore e direttore d'orchestra statunitense (Los Angeles, n. 1953 - Contea di Ventura, † 2015)
- James P. Johnson, compositore e pianista statunitense (New Brunswick, n. 1894 - New York, † 1955)
- Jim Johnston, compositore e musicista statunitense (Pocahontas, n. 1952)
- James MacMillan, compositore e direttore d'orchestra scozzese (Kilwinning, n. 1959)
- Jimmy McHugh, compositore statunitense (Boston, n. 1894 - Beverly Hills, † 1969)
- James V. Monaco, compositore italiano (Foiano di Val Fortore, n. 1885 - Beverly Hills, † 1945)
- James Pierpont, compositore e cantautore statunitense (Boston, n. 1822 - Winter Haven, † 1893)
- James Price, compositore e direttore d'orchestra danese (Copenaghen, n. 1959)
- James Rogers, compositore e attore italiano
- James Sylvester Scott, compositore statunitense (Neosho, n. 1886 - Kansas City, † 1938)
- James Tenney, compositore e teorico della musica statunitense (Silver City, n. 1934 - Valencia, † 2006)
- Jimmy Webb, compositore, cantautore e paroliere statunitense (Elk City, n. 1946)

## Condottieri(1)
- James Douglas, condottiero scozzese (n. 1286 - † 1330)

## Conduttori televisivi(5)
- James Glancy, conduttore televisivo, ambientalista e politico britannico (n. 1982)
- Jamie Hyneman, conduttore televisivo statunitense (Marshall, n. 1956)
- Jimmy Kimmel, conduttore televisivo, comico e attore statunitense (New York, n. 1967)
- Jay Leno, conduttore televisivo, autore televisivo e comico statunitense (New Rochelle, n. 1950)
- James May, conduttore televisivo e giornalista britannico (Bristol, n. 1963)

## Contrabbassisti(1)
- Jimmy Garrison, contrabbassista statunitense (Americus, n. 1933 - New York, † 1976)

## Controtenori(1)
- James Bowman, controtenore britannico (Oxford, n. 1941 - † 2023)

## Costumisti(1)
- James Acheson, costumista e scenografo britannico (Leicester, n. 1946)

## Criminali(9)
- James Boarman, criminale statunitense (Contea di Daviess, n. 1919 - Baia di San Francisco, † 1943)
- Jimmy Burke, criminale statunitense (New York, n. 1931 - Buffalo, † 1996)
- James T. Ellison, criminale statunitense (n. 1862)
- James Files, criminale e ex agente segreto statunitense (Oakman, n. 1942)
- James Holmes, criminale statunitense (San Diego, n. 1987)
- James C. Lucas, criminale statunitense (Contea di Midland, n. 1912 - Sacramento, † 1998)
- James McBratney, criminale statunitense (Queens, n. 1941 - Staten Island, † 1973)
- James Edward Pough, criminale statunitense (Jacksonville, n. 1948 - Jacksonville, † 1990)
- James Earl Ray, criminale statunitense (Alton, n. 1928 - Nashville, † 1998)

## Critici cinematografici(1)
- James Berardinelli, critico cinematografico e scrittore statunitense (New Brunswick, n. 1967)

## Crittografi(1)
- James H. Ellis, crittografo britannico (n. 1924 - † 1997)

## Danzatori(3)
- James Hay, danzatore britannico (n. 1989)
- James Lomas, ballerino e attore britannico (Sheffield, n. 1990)
- James B. Whiteside, danzatore statunitense (Fairfield, n. 1984)

## Danzatori su ghiaccio(2)
- James Millns, ex danzatore su ghiaccio statunitense (Toledo, n. 1949)
- James Sladky, danzatore su ghiaccio statunitense (Bridgeport, n. 1947 - † 2017)

## Designer(1)
- James Irvine, designer e docente inglese (Londra, n. 1958 - Milano, † 2013)

## Diplomatici(6)
- James Eric Drummond, diplomatico britannico (Fulford, n. 1876 - Rogate, † 1951)
- James Clement Dunn, diplomatico statunitense (Newark, n. 1890 - West Palm Beach, † 1979)
- Victor Gbeho, diplomatico ghanese (Keta, n. 1935)
- James Harris, I conte di Malmesbury, diplomatico inglese (Salisbury, n. 1746 - Salisbury, † 1820)
- James Hudson, diplomatico britannico (Londra, n. 1810 - Strasburgo, † 1885)
- James Rennell Rodd, diplomatico, politico e poeta britannico (Londra, n. 1858 - † 1941)

## Direttori d'orchestra(6)
- James Conlon, direttore d'orchestra statunitense (New York, n. 1950)
- James DePreist, direttore d'orchestra statunitense (Filadelfia, n. 1936 - Scottsdale, † 2013)
- James Allen Gähres, direttore d'orchestra statunitense (Harrisburg, n. 1943)
- Sidney Jones, direttore d'orchestra e compositore inglese (Islington, n. 1861 - Kew, † 1946)
- James Levine, direttore d'orchestra statunitense (Cincinnati, n. 1943 - Palm Springs, † 2021)
- James Meena, direttore d'orchestra e direttore artistico statunitense (Cleveland, n. 1951)

## Direttori della fotografia(6)
- James Bagdonas, direttore della fotografia e regista statunitense (n. 1951)
- James Crabe, direttore della fotografia statunitense (Los Angeles, n. 1931 - Sherman Oaks, † 1989)
- James Friend, direttore della fotografia britannico
- James Wong Howe, direttore della fotografia cinese (Taishan, n. 1899 - Los Angeles, † 1976)
- James Laxton, direttore della fotografia statunitense (San Francisco, n. 1981)
- James Van Trees, direttore della fotografia statunitense (Oakland, n. 1890 - Hollywood, † 1973)

## Dirigenti d'azienda(3)
- James Giffen, dirigente d'azienda statunitense (Stockton, n. 1941 - New York, † 2022)
- James Hogan, dirigente d'azienda australiano (Melbourne, n. 1956)
- Alistair Taylor, manager britannico (Runcorn, n. 1935 - Chesterfield, † 2004)

## Dirigenti pubblici(2)
- James Comey, dirigente pubblico statunitense (Yonkers, n. 1960)
- James A. Johnston, dirigente pubblico statunitense (Brooklyn, n. 1874 - San Francisco, † 1954)

## Dirigenti sportivi(9)
- James Beattie, dirigente sportivo, allenatore di calcio e ex calciatore inglese (Lancaster, n. 1978)
- Jim Benning, dirigente sportivo e ex hockeista su ghiaccio canadese (Edmonton, n. 1963)
- James Fowler, dirigente sportivo, allenatore di calcio e ex calciatore scozzese (Stirling, n. 1980)
- James Jones, dirigente sportivo e ex cestista statunitense (Miami, n. 1980)
- Walter Kennedy, dirigente sportivo statunitense (Stamford, n. 1912 - † 1977)
- Jim Schoenfeld, dirigente sportivo, allenatore di hockey su ghiaccio e ex hockeista su ghiaccio canadese (Galt, n. 1952)
- James Edward Sullivan, dirigente sportivo e scrittore statunitense (New York, n. 1862 - New York, † 1914)
- James Vaughan, dirigente sportivo e ex calciatore inglese (Birmingham, n. 1988)
- James Vowles, dirigente sportivo e ingegnere britannico (Felbridge, n. 1979)

## Disc jockey(4)
- James Hype, disc jockey britannico (Borgo metropolitano di Wirral, n. 1989)
- Jamie xx, disc jockey e produttore discografico britannico (Londra, n. 1988)
- J Dilla, disc jockey, polistrumentista e rapper statunitense (Detroit, n. 1974 - Los Angeles, † 2006)
- James Zabiela, disc jockey britannico (Southampton, n. 1979)

## Discoboli(3)
- James Corson, discobolo statunitense (n. 1906 - † 1981)
- James Dillion, discobolo e pesista statunitense (Plain City, n. 1929 - Arlington, † 2010)
- James Duncan, discobolo statunitense (New York, n. 1887 - † 1955)

## Disegnatori(1)
- James Gillray, disegnatore britannico (Chelsea, n. 1757 - Londra, † 1815)

## Doppiatori(3)
- Jim Cummings, doppiatore statunitense (Youngstown, n. 1952)
- Jim Foronda, doppiatore statunitense (Tennessee, n. 1973)
- Jim Pirri, doppiatore e attore statunitense (Lakewood, n. 1964)

## Drammaturghi(4)
- James A. Herne, drammaturgo statunitense (Cohoes, n. 1839 - New York, † 1901)
- James Nelson Barker, drammaturgo, saggista e poeta statunitense (Filadelfia, n. 1784 - Washington, † 1858)
- James Goldman, drammaturgo, sceneggiatore e librettista statunitense (Chicago, n. 1927 - New York, † 1998)
- James Ijames, drammaturgo e regista teatrale statunitense (Bessemer City, n. 1980)

## Economisti(12)
- James Anderson of Hermiston, economista scozzese (Hermiston, n. 1739 - Isleworth, † 1808)
- James M. Buchanan, economista statunitense (Murfreesboro, n. 1919 - Blacksburg, † 2013)
- J. Bradford DeLong, economista statunitense (Boston, n. 1960)
- James Duesenberry, economista statunitense (Virginia Occidentale, n. 1918 - Boston, † 2009)
- James Kenneth Galbraith, economista statunitense (n. 1952)
- James Heckman, economista e statistico statunitense (Chicago, n. 1944)
- James Meade, economista britannico (Swanage, n. 1907 - Cambridge, † 1995)
- James Mirrlees, economista e docente britannico (Minnigaff, n. 1936 - Cambridge, † 2018)
- James A. Robinson, economista britannico (n. 1960)
- James R. Schlesinger, economista e politico statunitense (New York, n. 1929 - Baltimora, † 2014)
- James Steuart, economista britannico (Edimburgo, n. 1713 - Coltness, † 1780)
- James Tobin, economista statunitense (Champaign, n. 1918 - New Haven, † 2002)

## Editori(3)
- James Gordon Bennett Sr., editore e pubblicista statunitense (Keith, n. 1795 - New York, † 1872)
- James Lackington, editore britannico (Wellington, n. 1746 - Budleigh Salterton, † 1815)
- James McGraw, editore statunitense (Harmony, n. 1860 - † 1948)

## Educatori(1)
- James Thompson, educatore e religioso scozzese (Creetown, n. 1788 - Londra, † 1854)

## Egittologi(3)
- James Peter Allen, egittologo statunitense (n. 1945)
- James Burton, egittologo inglese (n. 1788 - Edimburgo, † 1862)
- James Edward Quibell, egittologo britannico (Newport, n. 1867 - Hertford, † 1935)

## Entomologi(3)
- James Litsinger, entomologo e aracnologo filippino
- James Edward Smith, entomologo e botanico inglese (Norwich, n. 1759 - † 1828)
- James Francis Stephens, entomologo, ornitologo e zoologo inglese (Shoreham-by-Sea, n. 1792 - † 1852)

## Esploratori(14)
- James Edward Alexander, esploratore scozzese (Stirling, n. 1803 - Ryde, † 1885)
- James Beckwourth, esploratore statunitense (contea di Frederick, n. 1798 - Denver, † 1866)
- Jim Bridger, esploratore e avventuriero statunitense (Richmond, n. 1804 - Kansas City, † 1881)
- James Bruce, esploratore britannico (Larbert, n. 1730 - Edimburgo, † 1794)
- James Cook, esploratore, navigatore e cartografo britannico (Marton, n. 1728 - Kealakekua, † 1779)
- James Eights, esploratore, scienziato e fisico statunitense (Albany, n. 1798 - Ballston, † 1882)
- James Augustus Grant, esploratore britannico (Nairn, n. 1827 - Nairn, † 1892)
- James Johnstone, esploratore inglese (n. 1759 - Londra, † 1823)
- James Booth Lockwood, esploratore statunitense (Annapolis, n. 1852 - Cape Sabine, † 1884)
- James McIlroy, esploratore, medico e militare britannico (Ulster, n. 1879 - Sutton, † 1968)
- James Owen Merion Roberts, esploratore e alpinista britannico (Gujarat, n. 1916 - Pokhara, † 1997)
- James Clark Ross, esploratore e navigatore britannico (Londra, n. 1800 - Aylesbury, † 1862)
- James Weddell, esploratore e navigatore inglese (Ostenda, n. 1787 - Londra, † 1834)
- James Wilson, esploratore britannico (n. 1760 - † 1814)

## Fantini(1)
- James Robinson, fantino britannico (n. 1794 - † 1873)

## Farmacisti(1)
- James Sherard, farmacista, botanico e musicista britannico (Bushby, n. 1666 - † 1738)

## Farmacologi(1)
- James W. Black, farmacologo britannico (Uddingston, n. 1924 - † 2010)

## Filantropi(1)
- James Harrison, filantropo australiano (Junee, n. 1936 - Umina Beach, † 2025)

## Filosofi(6)
- James Frederick Ferrier, filosofo scozzese (Edimburgo, n. 1808 - † 1864)
- James Harrington, filosofo e scrittore britannico (Upton, n. 1611 - Londra, † 1677)
- James Heisig, filosofo statunitense (n. 1947)
- James Martineau, filosofo e teologo britannico (Norwich, n. 1805 - Londra, † 1900)
- James Rachels, filosofo statunitense (Columbus, n. 1941 - Birmingham, † 2003)
- James Hutchison Stirling, filosofo inglese (Glasgow, n. 1820 - Edimburgo, † 1909)

## Fisici(14)
- James Van Allen, fisico statunitense (Mount Pleasant, n. 1914 - Iowa City, † 2006)
- James Bardeen, fisico e cosmologo statunitense (Minneapolis, n. 1939 - Seattle, † 2022)
- James Bjorken, fisico statunitense (Chicago, n. 1934 - Redwood City, † 2024)
- James Chadwick, fisico britannico (Bollington, n. 1891 - Cambridge, † 1974)
- James Cronin, fisico statunitense (Chicago, n. 1931 - Saint Paul, † 2016)
- James Dewar, fisico e chimico britannico (Kincardine, n. 1842 - Londra, † 1923)
- James C. Fletcher, fisico statunitense (Millburn, n. 1919 - Washington, † 1991)
- James Franck, fisico tedesco (Amburgo, n. 1882 - Gottinga, † 1964)
- James Hartle, fisico statunitense (Baltimora, n. 1939 - † 2023)
- James Prescott Joule, fisico inglese (Salford, n. 1818 - Sale, † 1889)
- James Jurin, fisico britannico (Londra, n. 1684 - † 1750)
- James Clerk Maxwell, fisico e matematico scozzese (Edimburgo, n. 1831 - Cambridge, † 1879)
- James McDonald, fisico statunitense (Duluth, n. 1920 - Tucson, † 1971)
- James Thomson, fisico, ingegnere e inventore britannico (Belfast, n. 1822 - Glasgow, † 1892)

## Fisiologi(1)
- James Mackenzie, fisiologo e cardiologo scozzese (Scone, n. 1853 - † 1925)

## Flautisti(2)
- James Galway, flautista irlandese (Belfast, n. 1939)
- Jimmy Hastings, flautista, sassofonista e clarinettista britannico (Aberdeen, n. 1938 - Aberdeen, † 2024)

## Fondisti(2)
- James Clugnet, fondista britannico (Grenoble, n. 1996)
- James Clinton Schoonmaker, fondista statunitense (Truckee, n. 2000)

## Fotografi(4)
- James Edward Abbe, fotografo statunitense (Alfred, n. 1883 - San Francisco, † 1973)
- James Bidgood, fotografo e regista statunitense (Madison, n. 1933 - New York, † 2022)
- James Ambrose Cutting, fotografo statunitense (Haverhill, n. 1814 - Worcester, † 1867)
- Frank Hurley, fotografo, regista e esploratore australiano (Sydney, n. 1885 - Sydney, † 1962)

## Fotoreporter(1)
- James Nachtwey, fotoreporter e fotografo statunitense (Syracuse, n. 1948)

## Fumettisti(16)
- Jim Aparo, fumettista statunitense (n. 1932 - † 2005)
- Jim Borgman, fumettista statunitense (n. 1954)
- Jim Davis, fumettista statunitense (Marion, n. 1945)
- Jim Fletcher, fumettista e animatore statunitense (Illinois, n. 1930 - Los Angeles, † 2004)
- Jim Krueger, fumettista statunitense (n. 1966)
- Jim Mooney, fumettista statunitense (New York City, n. 1919 - Florida, † 2008)
- Win Mortimer, fumettista canadese (Hamilton, n. 1919 - † 1998)
- James O'Barr, fumettista statunitense (Detroit, n. 1960)
- James Dale Robinson, fumettista britannico (Manchester, n. 1963)
- Jim Sasseville, fumettista e designer statunitense (Minneapolis, n. 1927 - Los Altos, † 2005)
- Jim Starlin, fumettista e scrittore statunitense (Detroit, n. 1949)
- Jim Steranko, fumettista e scrittore statunitense (Reading, n. 1938)
- James Swinnerton, fumettista e pittore statunitense (Eureka, n. 1875 - Palm Springs, † 1974)
- James Tynion IV, fumettista statunitense (Milwaukee, n. 1987)
- J.H. Williams III, fumettista, designer e scrittore statunitense (n. 1965)
- Jim Woodring, fumettista, artista e scrittore statunitense (Los Angeles, n. 1952)

## Funzionari(2)
- James Grant, funzionario statunitense (Pechino, n. 1912 - † 1995)
- James E. Webb, funzionario statunitense (Tally Ho, n. 1906 - Washington, † 1992)

## Generali(39)
- James Abbott, generale inglese (Blackheath, n. 1807 - Ryde, † 1896)
- James Abercrombie, generale britannico (Glassaugh, n. 1706 - Stirling, † 1781)
- James Melville Babington, generale britannico (Hanley House, n. 1854 - Kelso, † 1936)
- James Butler, I duca di Ormonde, generale britannico (Clerkenwell, n. 1610 - Kingston Lacy, † 1688)
- James Henry Carleton, generale statunitense (Lubec, n. 1814 - San Antonio, † 1873)
- James Clinton, generale statunitense (Contea di Ulster, n. 1736 - Little Britain, † 1812)
- James T. Conway, generale statunitense (Walnut Ridge, n. 1947)
- James Henry Craig, generale britannico (Gibilterra, n. 1748 - Londra, † 1812)
- Jimmy Doolittle, generale e aviatore statunitense (Alameda, n. 1896 - Pebble Beach, † 1993)
- James Lee Dozier, generale statunitense (Arcadia, n. 1931)
- James FitzJames, I duca di Berwick, generale inglese (Moulins, n. 1670 - Philippsburg, † 1734)
- James Gammell, generale britannico (Glenisla, n. 1892 - Glenisla, † 1975)
- James Maurice Gavin, generale statunitense (New York, n. 1907 - Baltimora, † 1990)
- James Hope Grant, generale britannico (Bridge of Earn, n. 1808 - Londra, † 1875)
- Aylmer Haldane, generale britannico (Gleneagles, n. 1862 - Londra, † 1950)
- James Barry Munnik Hertzog, generale e politico sudafricano (Soetendal, n. 1866 - Pretoria, † 1942)
- James Eyre, generale inglese (n. 1930 - † 2003)
- James Francis Edward Keith, generale scozzese (Peterhead, n. 1696 - Hochkirch, † 1758)
- James Kempt, generale britannico (Edimburgo, n. 1765 - Londra, † 1854)
- James Leslie Kincaid, generale, politico e avvocato statunitense (Syracuse, n. 1884 - Captiva, † 1973)
- James Longstreet, generale statunitense (Edgefield, n. 1821 - Gainesville, † 1904)
- James Macdonell, generale britannico (Inverness-shire, n. 1781 - Londra, † 1857)
- James Mattis, generale e politico statunitense (Pullman, n. 1950)
- James C. McConville, generale statunitense (Quincy, n. 1959)
- James B. McPherson, generale statunitense (Clyde, n. 1828 - Atlanta, † 1864)
- James Edward Oglethorpe, generale e politico inglese (Londra, n. 1696 - Londra, † 1785)
- James Johnston Pettigrew, generale statunitense (Contea di Tyrrell, n. 1828 - Bunker Hill, † 1863)
- James Earl Rudder, generale e politico statunitense (Eden, n. 1910 - Houston, † 1970)
- James Simpson, generale britannico (n. 1792 - † 1868)
- James E. Slaughter, generale statunitense (Cedar Mountain, n. 1827 - Città del Messico, † 1900)
- James St Clair-Erskine, II conte di Rosslyn, generale e politico scozzese (n. 1762 - † 1837)
- James St Clair-Erskine, III conte di Rosslyn, generale e politico scozzese (n. 1802 - † 1866)
- James Blair Steedman, generale e editore statunitense (Sunbury, n. 1817 - Toledo, † 1883)
- James Ewell Brown Stuart, generale statunitense (Contea di Patrick, n. 1833 - Richmond, † 1864)
- James Stuart, generale britannico (Blairhall, n. 1741 - Londra, † 1815)
- James Stuart, generale britannico (n. 1731 - † 1793)
- James Webber Smith, generale britannico (Hampshire, n. 1778 - Brighton, † 1853)
- James H. Wilson, generale statunitense (Shawneetown, n. 1837 - Wilmington, † 1925)
- James Wolfe, generale britannico (Westerham, n. 1727 - Québec, † 1759)

## Geologi(10)
- James Dwight Dana, geologo, mineralogista e zoologo statunitense (Utica, n. 1813 - † 1895)
- James Eccles, geologo e alpinista inglese (Liverpool, n. 1838 - Londra, † 1915)
- James David Forbes, geologo scozzese (Edimburgo, n. 1809 - Clifton, † 1868)
- James Geikie, geologo scozzese (n. 1839 - † 1915)
- James Hall, geologo e paleontologo statunitense (Hingham, n. 1811 - Bethlehem, † 1898)
- James Hall, geologo scozzese (Dunglass, n. 1761 - Edimburgo, † 1832)
- James Hector, geologo, naturalista e chirurgo scozzese (n. 1834 - Lower Hutt, † 1907)
- James Hutton, geologo scozzese (Edimburgo, n. 1726 - Edimburgo, † 1797)
- James Maxlow, geologo australiano (Middlesbrough, n. 1949)
- James Wordie, geologo e esploratore scozzese (Glasgow, n. 1889 - Cambridge, † 1962)

## Gesuiti(3)
- James Archer, gesuita irlandese (Irlanda, n. 1550 - Santiago di Compostela, † 1620)
- James Cullen, gesuita, matematico e insegnante irlandese (Drogheda, n. 1867 - † 1933)
- James Martin, gesuita e scrittore statunitense (Plymouth Meeting, n. 1960)

## Ginnasti(3)
- James Dwyer, ginnasta e multiplista statunitense
- James Hall, ginnasta britannico (Bankstown, n. 1995)
- James Hartung, ex ginnasta statunitense (Omaha, n. 1960)

## Giocatori di badminton(1)
- Jim Poole, giocatore di badminton e cestista statunitense (Nashville, n. 1932 - Blacksburg, † 2021)

## Giocatori di baseball(31)
- Jim Abbott, ex giocatore di baseball statunitense (Flint, n. 1967)
- Cool Papa Bell, giocatore di baseball statunitense (Starkville, n. 1903 - St. Louis, † 1991)
- Jim Bottomley, giocatore di baseball statunitense (Oglesby, n. 1900 - St. Louis, † 1959)
- Jim Buccheri, ex giocatore di baseball statunitense (Brooklyn, n. 1968)
- Jim Bunning, giocatore di baseball e politico statunitense (Southgate, n. 1931 - Fort Thomas, † 2017)
- James Casey, ex giocatore di baseball, ex giocatore di football americano e allenatore di football americano statunitense (Fort Worth, n. 1984)
- Jimmy Collins, giocatore di baseball e allenatore di baseball statunitense (Buffalo, n. 1870 - Buffalo, † 1943)
- James Corsi, giocatore di baseball statunitense (Newton, n. 1961 - Bellingham, † 2022)
- Brian Dozier, ex giocatore di baseball statunitense (Fulton, n. 1987)
- James Dudley, giocatore di baseball statunitense (Baltimora, n. 1910 - Washington, † 2004)
- Kyle Farmer, giocatore di baseball statunitense (Atlanta, n. 1990)
- Jimmie Foxx, giocatore di baseball statunitense (Sudlersville, n. 1907 - Miami, † 1967)
- Pud Galvin, giocatore di baseball statunitense (St. Louis, n. 1856 - Pittsburgh, † 1902)
- Evan Gattis, ex giocatore di baseball statunitense (Dallas, n. 1986)
- J.A. Happ, giocatore di baseball statunitense (Peru, n. 1982)
- J.J. Hardy, giocatore di baseball statunitense (Tucson, n. 1982)
- Catfish Hunter, giocatore di baseball statunitense (Hertford, n. 1946 - Hertford, † 1999)
- Jim Johnson, giocatore di baseball statunitense (Johnson City, n. 1983)
- James Larry Strong, giocatore di baseball, allenatore di baseball e cestista statunitense (Atlanta, n. 1918 - Amsterdam, † 2007)
- Biz Mackey, giocatore di baseball statunitense (Eagle Pass, n. 1897 - Los Angeles, † 1965)
- Jim Magrane, ex giocatore di baseball statunitense (Ottumwa, n. 1978)
- Jim Morris, ex giocatore di baseball statunitense (Brownwood, n. 1964)
- Jim O'Rourke, giocatore di baseball statunitense (Bridgeport, n. 1850 - Bridgeport, † 1919)
- Jim Palmer, ex giocatore di baseball statunitense (New York, n. 1945)
- James Paxton, giocatore di baseball canadese (Delta, n. 1988)
- Jim Rice, ex giocatore di baseball statunitense (Anderson, n. 1953)
- J.R. Richard, giocatore di baseball statunitense (Vienna, n. 1950 - Houston, † 2021)
- Jimmy Rollins, ex giocatore di baseball statunitense (Oakland, n. 1978)
- James Shields, giocatore di baseball statunitense (Newhall, n. 1981)
- Dansby Swanson, giocatore di baseball statunitense (Kennesaw, n. 1994)
- Jim Thome, giocatore di baseball statunitense (Peoria, n. 1970)

## Giocatori di curling(1)
- James Bowman, giocatore di curling canadese (Thornhill, n. 1879 - Dauphin, † 1951)

## Giocatori di freccette(1)
- James Wade, giocatore di freccette inglese (Aldershot, n. 1983)

## Giocatori di poker(3)
- Jim Bechtel, giocatore di poker statunitense (n. 1952)
- James Bord, giocatore di poker inglese (Stanmore, n. 1981)
- James Dempsey, giocatore di poker britannico (n. 1982)

## Giocatori di snooker(5)
- James Cahill, giocatore di snooker inglese (Blackpool, n. 1995)
- James Collens, giocatore di snooker inglese
- James Harris, giocatore di snooker inglese
- James Wattana, giocatore di snooker thailandese (Bangkok, n. 1970)
- Jimmy White, giocatore di snooker inglese (Tooting, n. 1962)

## Giocatori di squash(1)
- James Willstrop, giocatore di squash inglese (North Walsham, n. 1983)

## Giornalisti(12)
- James David Bourchier, giornalista e attivista irlandese (Limerick, n. 1850 - Sofia, † 1920)
- James Hagerty, giornalista statunitense (Plattsburgh, n. 1909 - Bronxville, † 1981)
- Jim Courier, commentatore televisivo, allenatore di tennis e ex tennista statunitense (Sanford, n. 1970)
- Jim DeRogatis, giornalista statunitense (Jersey City, n. 1964)
- James Wright Foley, giornalista statunitense (Evanston, n. 1973 - al-Raqqa, † 2014)
- James K. Glassman, giornalista, politico e diplomatico statunitense (Washington, n. 1947)
- James Irving Miller, giornalista statunitense (Greencastle, n. 1885 - Parigi, † 1963)
- James Reston, giornalista statunitense (Clydebank, n. 1909 - Washington, † 1995)
- James Risen, giornalista statunitense (Cincinnati, n. 1955)
- James E. Scripps, giornalista britannico (Londra, n. 1835 - † 1906)
- James Surowiecki, giornalista e scrittore statunitense (n. 1967)
- James Thurber, giornalista, fumettista e scrittore statunitense (Columbus, n. 1894 - New York, † 1961)

## Giuristi(3)
- James Kent, giurista statunitense (Contea di Putnam, n. 1763 - New York, † 1847)
- James Allan Park, giurista britannico (Edimburgo, n. 1763 - † 1838)
- James Wilson, giurista e politico statunitense (Ceres, n. 1742 - Edenton, † 1798)

## Golfisti(3)
- Jim Furyk, golfista statunitense (West Chester, n. 1970)
- Webb Simpson, golfista statunitense (Raleigh, n. 1985)
- James Stack, golfista statunitense (Fond du Lac, n. 1860 - Los Angeles, † 1928)

## Hockeisti su ghiaccio(16)
- Jim Benzelock, ex hockeista su ghiaccio canadese (Winnipeg, n. 1947)
- Jim Carey, ex hockeista su ghiaccio statunitense (Dorchester, n. 1974)
- Jim Dowd, ex hockeista su ghiaccio statunitense (Brick, n. 1968)
- Ed Fitzgerald, hockeista su ghiaccio statunitense (Northfield, n. 1891 - Saint Paul, † 1966)
- Jimmy Foster, hockeista su ghiaccio britannico (Glasgow, n. 1906 - Winnipeg, † 1969)
- Jim Haggarty, hockeista su ghiaccio canadese (Port Arthur, n. 1914 - Montréal, † 1998)
- Jimmy Howard, ex hockeista su ghiaccio statunitense (Syracuse, n. 1984)
- Dick Irvin, hockeista su ghiaccio e allenatore di hockey su ghiaccio canadese (Hamilton, n. 1892 - Montréal, † 1957)
- Jim Johannson, hockeista su ghiaccio, dirigente sportivo e allenatore di hockey su ghiaccio statunitense (Rochester, n. 1964 - Colorado Springs, † 2018)
- Jim Jones, ex hockeista su ghiaccio canadese (Espanola, n. 1949)
- Jamie McBain, hockeista su ghiaccio statunitense (Edina, n. 1988)
- Jim McKenny, ex hockeista su ghiaccio canadese (Ottawa, n. 1946)
- James Neal, hockeista su ghiaccio canadese (Oshawa, n. 1987)
- Jim Pritchard, hockeista su ghiaccio canadese (Winnipeg, n. 1948 - Vancouver, † 2014)
- James Reimer, hockeista su ghiaccio canadese (Árborg, n. 1988)
- Jamie Schaafsma, ex hockeista su ghiaccio canadese (Chatham, n. 1982)

## Illusionisti(2)
- James Mapelli, illusionista italiano (Lombardia - Buenos Aires, † 1951)
- James Randi, illusionista, divulgatore scientifico e personaggio televisivo canadese (Toronto, n. 1928 - Plantation, † 2020)

## Illustratori(1)
- James Sowerby, illustratore e naturalista inglese (Londra, n. 1757 - Lambeth, † 1822)

## Immunologi(1)
- James Patrick Allison, immunologo statunitense (Alice, n. 1948)

## Imprenditori(37)
- James Aguet, imprenditore svizzero (Firenze, n. 1848 - San Felice Circeo, † 1932)
- James A. Allison, imprenditore statunitense (Marcellus, n. 1872 - Indianapolis, † 1928)
- Jim Barnett, imprenditore statunitense (Oklahoma City, n. 1924 - † 2004)
- James Gordon Bennett Jr., imprenditore statunitense (New York, n. 1841 - Parigi, † 1918)
- James Buchanan Duke, imprenditore statunitense (Durham, n. 1856 - New York, † 1925)
- James Key Caird, imprenditore scozzese (Dundee, n. 1837 - Dundee, † 1916)
- James Davis, imprenditore statunitense (Boston, n. 1943)
- Jamie Dimon, imprenditore statunitense (New York, n. 1956)
- James Earp, imprenditore statunitense (Hartford, n. 1841 - California, † 1926)
- James Fisk, imprenditore statunitense (Bennington, n. 1834 - New York, † 1872)
- James Forten, imprenditore statunitense (Filadelfia, n. 1766 - Filadelfia, † 1842)
- James William Gibson, imprenditore inglese (Salford, n. 1877 - † 1951)
- James Benton Grant, imprenditore, ingegnere minerario e militare statunitense (Contea di Russell, n. 1848 - Excelsior Springs, † 1911)
- Jimmy Haslam, imprenditore e dirigente sportivo statunitense (Knoxville, n. 1954)
- Jim Herd, imprenditore e produttore televisivo statunitense (n. 1932)
- James J. Hill, imprenditore, generale e agente segreto statunitense (Eramosa Township, n. 1838 - Saint Paul, † 1916)
- James Hazen Hyde, imprenditore statunitense (New York, n. 1876 - Saratoga Springs, † 1959)
- Jim Irsay, imprenditore e dirigente sportivo statunitense (Lincolnwood, n. 1959 - Carmel, † 2025)
- James A. Roosevelt, imprenditore e filantropo statunitense (New York, n. 1825 - New York, † 1898)
- James McLamore, imprenditore statunitense (New York, n. 1926 - Coral Gables, † 1996)
- James Jebbia, imprenditore e stilista inglese (New York, n. 1963)
- James Ling, imprenditore statunitense (Hugo, n. 1922 - † 2004)
- James Lithgow, imprenditore scozzese (Port Glasgow, n. 1883 - Langbank, † 1952)
- James Howard Marshall II, imprenditore e avvocato statunitense (Filadelfia, n. 1905 - Houston, † 1995)
- James Maybrick, imprenditore britannico (Liverpool, n. 1838 - Liverpool, † 1889)
- James Murdoch, imprenditore britannico (Londra, n. 1972)
- James Nance, imprenditore statunitense (Ironton, n. 1900 - Chagrin Falls, † 1984)
- James Ward Packard, imprenditore statunitense (Warren, n. 1863 - Cleveland, † 1928)
- James Pallotta, imprenditore e dirigente sportivo statunitense (Stoneham, n. 1958)
- Jim Pattison, imprenditore canadese (Saskatoon, n. 1928)
- James F. Reed, imprenditore irlandese (Contea di Armagh, n. 1800 - San Jose, † 1874)
- Jim Rogers, imprenditore statunitense (Baltimora, n. 1942)
- James Roosevelt, imprenditore statunitense (Hyde Park, n. 1828 - New York, † 1900)
- Jim Thompson, imprenditore statunitense (Greenville, n. 1906 - Cameron Highlands, † 1967)
- Jimmy Walter, imprenditore statunitense (Fort Erie, n. 1947)
- Jim Ward, imprenditore e piercer statunitense (Oklahoma, n. 1941)
- James David Zellerbach, imprenditore e diplomatico statunitense (San Francisco, n. 1892 - San Francisco, † 1963)

## Impresari teatrali(1)
- James Henry Mapleson, impresario teatrale britannico (n. 1830 - † 1901)

## Incisori(2)
- James Barton Longacre, incisore e medaglista statunitense (n. 1794 - † 1869)
- James MacArdell, incisore irlandese (Dublino, n. 1729 - Londra, † 1765)

## Informatici(7)
- Jim Blinn, informatico statunitense (n. 1949)
- James H. Clark, informatico statunitense (Plainview, n. 1944)
- James Gosling, informatico e blogger canadese (Calgary, n. 1955)
- Jim Gray, informatico statunitense (San Francisco, n. 1944 - † 2012)
- James Martin, informatico inglese (Ashby-de-la-Zouch, n. 1933 - Bermuda, † 2013)
- James Rumbaugh, informatico statunitense (Bethlehem, n. 1947)
- James Werner Zawinski, informatico statunitense (Pittsburgh, n. 1968)

## Ingegneri(11)
- James Allison, ingegnere britannico (Lincolnshire, n. 1968)
- James Nicholas Douglass, ingegnere britannico (Bow, n. 1826 - Isola di Wight, † 1898)
- James Fortescue Flannery, ingegnere e politico britannico (Liverpool, n. 1851 - Wethersfield Manor, † 1943)
- James B. Francis, ingegnere inglese (Southleigh, n. 1815 - Lowell, † 1892)
- James Goodfellow, ingegnere e inventore britannico (Paisley, n. 1937)
- James Edward Gordon, ingegnere inglese (n. 1913 - † 1998)
- James Harder, ingegnere statunitense (Fullerton, n. 1926 - Tahlequah, † 2006)
- James Key, ingegnere britannico (Chelmsford, n. 1972)
- James Oberg, ingegnere, giornalista e scrittore statunitense (New York, n. 1944)
- James Watt, ingegnere e inventore scozzese (Greenock, n. 1736 - Healthfield Hall, † 1819)
- James Wharram, ingegnere inglese (Manchester, n. 1928 - † 2021)

## Insegnanti(6)
- James E. Grunig, docente statunitense (n. 1942)
- James Kakalios, insegnante, divulgatore scientifico e scrittore statunitense (n. 1958)
- James Keegstra, insegnante e politico canadese (Vulcan, n. 1934 - Red Deer, † 2014)
- James A. Keller, insegnante, filosofo e teologo statunitense (Pittsburgh, n. 1939 - Spartanburg, † 2016)
- James Naismith, docente, allenatore di pallacanestro e inventore canadese (Almonte, n. 1861 - Lawrence, † 1939)
- James J. O'Donnell, docente statunitense

## Inventori(9)
- James Atkinson, inventore e ingegnere britannico (n. 1846 - † 1914)
- James Albert Bonsack, inventore statunitense (n. 1859 - † 1924)
- James Dyson, inventore, designer e imprenditore britannico (Cromer, n. 1947)
- James Lewis Kraft, inventore e imprenditore canadese (Stevensville, n. 1874 - Skokie, † 1953)
- James Kynvyn, inventore inglese
- James Paris Lee, inventore scozzese (Hawick, n. 1831 - Short Beach, † 1904)
- James Beaumont Neilson, inventore scozzese (Shettleston, n. 1792 - Queenshill, † 1865)
- James Starley, inventore inglese (Albourne, n. 1831 - Coventry, † 1881)
- James Wimshurst, inventore, ingegnere e armatore britannico (Poplar, n. 1832 - Clapham, † 1903)

## Ittiologi(3)
- James Leonard Brierley Smith, ittiologo sudafricano (Graaff Reinet, n. 1897 - † 1968)
- James Erwin Böhlke, ittiologo statunitense (n. 1930 - † 1982)
- James Douglas Ogilby, ittiologo e erpetologo britannico (Belfast, n. 1853 - Brisbane, † 1925)

## Judoka(1)
- James Bregman, judoka statunitense (Contea di Arlington, n. 1941)

## Lessicografi(1)
- James Murray, lessicografo e linguista britannico (Denholm, n. 1837 - Oxford, † 1915)

## Linguisti(1)
- James Chandler, linguista britannico

## Liutai(1)
- Jimmy D'Aquisto, liutaio statunitense (Brooklyn, n. 1935 - California, † 1995)

## Lottatori(4)
- Jim Armstrong, lottatore, rugbista a 13 e allenatore di rugby a 13 australiano (Albury, n. 1917 - Sydney, † 1981)
- James Malcolm Green, lottatore statunitense (Willingboro, n. 1992)
- James Martinez, ex lottatore statunitense (Osseo, n. 1958)
- James Trifunov, lottatore canadese (Jarkovac, n. 1903 - Winnipeg, † 1993)

## Lunghisti(1)
- James Beckford, ex lunghista e triplista giamaicano (Saint Mary, n. 1975)

## Mafiosi(8)
- James Bulger, mafioso statunitense (Boston, n. 1929 - Hazelton, † 2018)
- Jimmy Coonan, mafioso statunitense (New York, n. 1946)
- James Failla, mafioso statunitense (New York, n. 1919 - Texas, † 1999)
- Jimmy Lanza, mafioso italiano (Palermo, n. 1902 - San Francisco, † 2006)
- James Martorano, mafioso statunitense (Somerville, n. 1941)
- James McLean, mafioso statunitense (Somerville, n. 1930 - Boston, † 1965)
- James Plumeri, mafioso italiano (Regalbuto, n. 1903 - New York, † 1971)
- James Simms, mafioso statunitense (Somerville, n. 1935)

## Magistrati(2)
- James Burnett, Lord Monboddo, magistrato, linguista e filosofo scozzese (Monboddo House, n. 1714 - Edimburgo, † 1799)
- James Iredell, giudice statunitense (Lewes, n. 1751 - Edenton, † 1799)

## Maratoneti(5)
- Jim Alder, ex maratoneta britannico (Glasgow, n. 1940)
- James Rungaru, maratoneta e mezzofondista keniota (n. 1993)
- Jim Hogan, maratoneta britannico (Croom, n. 1933 - Limerick, † 2015)
- James Kwambai, maratoneta keniota (n. 1983)
- James Kibocha Theuri, maratoneta e mezzofondista francese (Kanjinji, n. 1978)

## Martellisti(1)
- James Mitchel, martellista, discobolo e tiratore di fune statunitense (Emly, n. 1864 - New York, † 1921)

## Matematici(21)
- James Waddell Alexander, matematico statunitense (Sea Bright, n. 1888 - Princeton, † 1971)
- James Arthur, matematico canadese (Hamilton, n. 1944)
- James Ax, matematico statunitense (n. 1937 - † 2006)
- James Booth, matematico irlandese (Lavagh, n. 1806 - Stone, † 1878)
- James Cooley, matematico statunitense (New York, n. 1926 - Huntington Beach, † 2016)
- James Demmel, matematico e informatico statunitense (Pittsburgh, n. 1955)
- James Whitbread Lee Glaisher, matematico britannico (Lewisham, n. 1848 - Cambridge, † 1928)
- James Glimm, matematico statunitense (Peoria, n. 1934)
- James Gregory, matematico e astronomo scozzese (Drumoak, n. 1638 - Edimburgo, † 1675)
- James Hodgson, matematico scozzese (n. 1678 - † 1755)
- James Ivory, matematico e astronomo scozzese (Dundee, n. 1765 - Londra, † 1842)
- James MacCullagh, matematico irlandese (Landahaussy, n. 1809 - Dublino, † 1847)
- James Maynard, matematico britannico (Chelmsford, n. 1987)
- James Mercer, matematico britannico (Bootle, n. 1883 - Londra, † 1932)
- James R. Newman, matematico statunitense (n. 1907 - † 1966)
- James Short, matematico e ottico scozzese (Edimburgo, n. 1710 - Londra, † 1768)
- James Harris Simons, matematico, imprenditore e filantropo statunitense (Cambridge, n. 1938 - New York, † 2024)
- James Stirling, matematico scozzese (Stirling, n. 1692 - Edimburgo, † 1770)
- James Joseph Sylvester, matematico britannico (Londra, n. 1814 - Londra, † 1897)
- James H. Wilkinson, matematico britannico (Strood, n. 1919 - Teddington, † 1986)
- James Yorke, matematico e fisico statunitense (Plainfield, n. 1941)

## Mecenati(1)
- James Lick, mecenate statunitense (n. 1796 - California, † 1876)

## Medici(11)
- James Cantlie, medico britannico (Banffshire, n. 1851 - † 1926)
- James Carroll, medico, ufficiale e batteriologo britannico (Woolwich, n. 1854 - Washington, † 1907)
- James Clark, medico scozzese (Cullen, n. 1788 - Bagshot Park, † 1870)
- James Graham, medico britannico (Edimburgo, n. 1745 - Edimburgo, † 1794)
- James Kahn, medico e scrittore statunitense (Chicago, n. 1947)
- James Learmonth Gowans, medico britannico (Sheffield, n. 1924 - † 2020)
- James Lind, medico scozzese (Edimburgo, n. 1716 - Gosport, † 1794)
- James Parkinson, medico, paleontologo e geologo britannico (Londra, n. 1755 - Londra, † 1824)
- James Reid, medico scozzese (Ellon, n. 1849 - † 1923)
- James Henry Reynolds, medico e militare britannico (Dublino, n. 1844 - Londra, † 1932)
- James Young Simpson, medico britannico (Bathgate, n. 1811 - Edimburgo, † 1870)

## Medievisti(1)
- Steven Runciman, medievista e bizantinista britannico (West Denton, n. 1903 - Radway, † 2000)

## Mercanti(1)
- James Mott, mercante statunitense (North Hempstead, n. 1788 - New York, † 1868)

## Meteorologi(2)
- James Glaisher, meteorologo, astronomo e scienziato inglese (Londra, n. 1809 - Croydon, † 1903)
- James Six, meteorologo e inventore inglese (Canterbury, n. 1731 - † 1793)

## Mezzofondisti(10)
- John Fitzgerald, mezzofondista canadese (Londra, n. 1883)
- James Kwalia, mezzofondista keniota (Kaptama, n. 1984)
- Jim Lightbody, mezzofondista e siepista statunitense (Pittsburgh, n. 1882 - Charleston, † 1953)
- Ted Meredith, mezzofondista e velocista statunitense (Chester Heights, n. 1891 - Camden, † 1957)
- James Ngandu, mezzofondista keniota (n. 1990)
- James Peck, mezzofondista canadese (Montréal, n. 1880 - Montréal, † 1955)
- Jim Ryun, ex mezzofondista e politico statunitense (Wichita, n. 1947)
- James Songok, ex mezzofondista keniota (n. 1970)
- James West, mezzofondista britannico (n. 1996)
- James Wilson, mezzofondista britannico (Windsor, n. 1891 - Brent, † 1973)

## Militari(29)
- Ulick Alexander, ufficiale inglese (n. 1889 - † 1973)
- James F. Blake, militare statunitense (Montgomery, n. 1912 - Montgomery, † 2002)
- Jim Bowie, militare statunitense (Contea di Logan, n. 1796 - Alamo, † 1836)
- James Brudenell, VII conte di Cardigan, militare britannico (Hambleden, n. 1797 - Northamptonshire, † 1868)
- James Butler, II duca di Ormonde, militare e politico irlandese (Dublino, n. 1665 - Avignone, † 1745)
- James Calhoun, militare statunitense (Cincinnati, n. 1845 - Little Bighorn, † 1876)
- James Vincenzo Capone, militare italiano (Castellammare di Stabia, n. 1892 - Homer, † 1952)
- James Compton, III conte di Northampton, ufficiale e politico inglese (n. 1622 - † 1681)
- James Langley Dalton, militare britannico (Londra - Port Elizabeth, † 1887)
- James Gadsden, militare, imprenditore e diplomatico statunitense (Charleston, n. 1788 - Charleston, † 1858)
- James Gother, ufficiale inglese († 1696)
- James Hamilton, II conte di Clanbrassil, militare britannico (Midleton, n. 1730 - Midleton, † 1798)
- James Hamilton, militare scozzese (n. 1620 - † 1673)
- James Jabara, militare e aviatore statunitense (Muskogee, n. 1923 - Delray Beach, † 1966)
- James Harry Lacey, militare e aviatore britannico (Wetherby, n. 1917 - Bridlington, † 1989)
- James Littleton, militare e politico inglese (n. 1668 - † 1723)
- James Madison Senior, militare statunitense (Contea di Orange, n. 1723 - Montpelier, † 1801)
- Charles Masson, militare e esploratore britannico (Londra, n. 1800 - Londra, † 1853)
- James Miller, militare statunitense (n. 1776 - † 1851)
- James Outram, I baronetto, militare britannico (Butterley, n. 1803 - Pau, † 1863)
- James Ramsay, ufficiale e politico australiano (Hobart, n. 1916 - Broadbeach, † 1986)
- James Duncan Smith, militare canadese (Winnipeg, n. 1914 - Tobruch, † 1941)
- James Somerville, militare britannico (Weybridge, n. 1882 - Somerset, † 1949)
- James Stirling, ufficiale britannico (Drumpellier, n. 1791 - Woodbridge, † 1865)
- James Stopford, VII conte di Courtown, ufficiale irlandese (n. 1877 - † 1957)
- James Stuart-Wortley-Mackenzie, I barone di Wharncliffe, ufficiale e politico inglese (n. 1776 - † 1845)
- James Elms Swett, militare e aviatore statunitense (Seattle, n. 1920 - Redding, † 2009)
- James Brian Tait, militare e aviatore britannico (Manchester, n. 1916 - † 2007)
- James White, militare e aviatore canadese (Isola Manitoulin, n. 1893 - Ontario, † 1972)

## Mineralogisti(2)
- James De Carle Sowerby, mineralogista e botanico britannico (n. 1787 - † 1871)
- James Smithson, mineralogista e chimico britannico (Parigi, n. 1765 - Genova, † 1829)

## Missionari(1)
- James Curtis Hepburn, missionario statunitense (Milton, n. 1815 - East Orange, † 1911)

## Montatori(5)
- Jim Clark, montatore e regista britannico (Boston, n. 1931 - Londra, † 2016)
- James Coblentz, montatore statunitense
- James E. Newcom, montatore statunitense (Contea di Wayne, n. 1905 - San Diego, † 1990)
- James Smith, montatore statunitense (Staten Island, n. 1892 - Rahway, † 1951)
- Elmo Williams, montatore, produttore cinematografico e regista statunitense (Lone Wolf, n. 1913 - Brookings, † 2015)

## Multiplisti(3)
- Jim Bausch, multiplista statunitense (Marion Junction, n. 1906 - Hot Springs, † 1974)
- James Donahue, multiplista statunitense (New York, n. 1885 - Berkeley, † 1966)
- Trey Hardee, multiplista statunitense (Birmingham, n. 1984)

## Musicisti(24)
- Jim Byrnes, musicista e attore statunitense (Saint Louis, n. 1948)
- Jimmy Castor, musicista statunitense (Manhattan, n. 1940 - Henderson, † 2012)
- Jimmy Cauty, musicista e artista britannico (Merseyside, n. 1956)
- Ironik, musicista, disc jockey e rapper britannico (Londra, n. 1988)
- James Ferraro, musicista statunitense (Rochester, n. 1986)
- Haven Gillespie, musicista statunitense (Covington, n. 1888 - Covington, † 1975)
- James Hewitt, musicista e editore musicale britannico (Dartmoor, n. 1770 - Boston, † 1827)
- Perturbator, musicista francese (n. 1993)
- Jimmy Jam & Terry Lewis, musicista e produttore discografico statunitense (Minneapolis, n. 1959)
- Leyland Kirby, musicista britannico (Stockport, n. 1974)
- Kay Kyser, musicista statunitense (Rocky Mount, n. 1905 - Chapel Hill, † 1985)
- James Lavelle, musicista e produttore discografico britannico (Oxford, n. 1974)
- Jimmy McCulloch, musicista e cantautore scozzese (Dumbarton, n. 1953 - Maida Vale, † 1979)
- Jim Messina, musicista e cantante statunitense (Maywood, n. 1947)
- Little Milton, musicista e cantante statunitense (Inverness, n. 1934 - Memphis, † 2005)
- Sunny Murray, musicista e batterista statunitense (Idabel, n. 1936 - Parigi, † 2017)
- Jim Peterik, musicista statunitense (Berwyn, n. 1950)
- Jim Price, musicista, compositore e produttore discografico statunitense (Fort Worth, n. 1945)
- Dntel, musicista statunitense
- James Thompson, musicista, sassofonista e cantante statunitense (Cleveland, n. 1951)
- Jim Vallance, musicista e produttore discografico canadese (Chilliwack, n. 1952)
- Bob Wills, musicista e cantante statunitense (Kosse, n. 1905 - Fort Worth, † 1975)
- Jimmy Winston, musicista e attore britannico (Stratford, n. 1945 - † 2020)
- Jim Yester, musicista statunitense (n. 1939)

## Musicologi(1)
- James Huneker, musicologo, critico teatrale e critico d'arte statunitense (Filadelfia, n. 1857 - Brooklyn, † 1921)

## Naturalisti(2)
- James Bolton, naturalista e illustratore inglese (n. 1750 - † 1799)
- James Hamilton McLean, naturalista statunitense (Detroit, n. 1936 - † 2016)

## Navigatori(2)
- James D. Bulloch, marinaio e agente segreto statunitense (Savannah, n. 1823 - Liverpool, † 1901)
- James Paul Moody, marinaio britannico (Scarborough, n. 1887 - Oceano Atlantico, † 1912)

## Neurologi(1)
- James Ramsay Hunt, neurologo statunitense (Filadelfia, n. 1874 - Katonah, † 1937)

## Numismatici(2)
- James Millingen, numismatico e etruscologo britannico (Westminster, n. 1774 - Firenze, † 1845)
- James Prinsep, numismatico, orientalista e chimico inglese (n. 1799 - Londra, † 1840)

## Nuotatori(17)
- Jimmy Brady, nuotatore e pallanuotista irlandese (n. 1901 - Dublino, † 1976)
- James Carter, ex nuotatore britannico (n. 1957)
- James Cristy, nuotatore statunitense (Detroit, n. 1913 - Kalamazoo, † 1989)
- James Feigen, ex nuotatore statunitense (Hilo, n. 1989)
- James Gibson, ex nuotatore britannico (Chelmsford, n. 1980)
- James Goddard, ex nuotatore britannico (Port Victoria, n. 1983)
- James Greene, nuotatore statunitense (Boston, n. 1876 - Bronxville, † 1962)
- James Guy, nuotatore britannico (Bury, n. 1995)
- James Hickman, ex nuotatore britannico (Stockport, n. 1976)
- James Magnussen, ex nuotatore australiano (Port Macquarie, n. 1991)
- James McLane, nuotatore statunitense (Pittsburgh, n. 1930 - Ipswich, † 2020)
- Jim Montgomery, ex nuotatore statunitense (Madison, n. 1955)
- Wally O'Connor, nuotatore e pallanuotista statunitense (Madera, n. 1903 - Los Angeles, † 1950)
- Jamie Rauch, ex nuotatore statunitense (Houston, n. 1979)
- James Roberts, ex nuotatore australiano (Tweed Heads, n. 1991)
- James Thompson, nuotatore scozzese (Dundee, n. 1906 - † 1966)
- James Wilby, nuotatore britannico (Glasgow, n. 1993)

## Opinionisti(1)
- Jamie Carragher, opinionista e ex calciatore inglese (Bootle, n. 1978)

## Organisti(2)
- James Edward Goettsche, organista statunitense (Los Angeles, n. 1942 - Roma, † 2023)
- Jimmy Smith, organista statunitense (Norristown, n. 1925 - Scottsdale, † 2005)

## Ornitologi(5)
- James Bond, ornitologo statunitense (Filadelfia, n. 1900 - Filadelfia, † 1989)
- James Chapin, ornitologo statunitense (New York, n. 1889 - New York, † 1964)
- James Greenway, ornitologo statunitense (Greenwich, n. 1903 - Greenwich, † 1989)
- James Edmund Harting, ornitologo e naturalista inglese (Londra, n. 1841 - Weybridge, † 1928)
- James Lee Peters, ornitologo statunitense (Boston, n. 1889 - † 1952)

## Orologiai(2)
- James William Benson, orologiaio britannico (n. 1826 - Walton-on-Thames, † 1878)
- James Markwick, orologiaio inglese († 1730)

## Ostacolisti(2)
- James Carter, ex ostacolista statunitense (Baltimora, n. 1978)
- James Wendell, ostacolista statunitense (Schenectady, n. 1890 - Filadelfia, † 1958)

## Ottici(2)
- James Mann, ottico inglese (n. 1706 - † 1756)
- James Smith, ottico inglese (Inghilterra, n. 1800 - Auckland, † 1873)

## Paleontologi(1)
- James A. Jensen, paleontologo statunitense (Leamington Spa, n. 1918 - † 1998)

## Pallanuotisti(11)
- Jim Beckett, pallanuotista irlandese (Dublino, n. 1884 - Dublino, † 1971)
- James Bergeson, ex pallanuotista statunitense (Newport Beach, n. 1961)
- James Carson, pallanuotista statunitense (San Francisco, n. 1901 - San Francisco, † 1964)
- Jimmy Chetcuti, pallanuotista maltese (n. 1913 - Sliema, † 1995)
- Jim Ferguson, ex pallanuotista statunitense (Kokoma, n. 1949)
- Jim Gaughran, pallanuotista statunitense (San Francisco, n. 1932)
- James Krumpholz, pallanuotista statunitense (Orange, n. 1987)
- Les McKay, pallanuotista australiano (Sydney, n. 1917 - † 1981)
- Jim Norris, pallanuotista statunitense (Salt Lake City, n. 1930 - Jackson, † 2021)
- Jim Slatton, ex pallanuotista statunitense (Los Angeles, n. 1947)
- James Steen, pallanuotista statunitense (n. 1876 - New York, † 1949)

## Pallavolisti(1)
- James Shaw, pallavolista statunitense (Woodside, n. 1994)

## Pastori protestanti(2)
- James B. Jordan, pastore protestante e teologo statunitense (Athens, n. 1949)
- James L. Resseguie, pastore protestante e biblista statunitense (Buffalo, n. 1945)

## Patologi(1)
- James Homer Wright, patologo statunitense (Pittsburgh, n. 1869 - Boston, † 1928)

## Pattinatori artistici su ghiaccio(2)
- James Grogan, pattinatore artistico su ghiaccio statunitense (Tacoma, n. 1931 - San Bernardino, † 2000)
- James H. Johnson, pattinatore artistico su ghiaccio britannico (n. 1874 - Paddington, † 1921)

## Pentatleti(1)
- James Cooke, pentatleta britannico (Salisbury, n. 1991)

## Percussionisti(1)
- James Mtume, percussionista statunitense (Filadelfia, n. 1946 - South Orange, † 2022)

## Personaggi televisivi(3)
- James Hydrick, personaggio televisivo, sensitivo e truffatore statunitense (New Ellenton, n. 1959)
- Jimbo, personaggio televisivo e costumista canadese (London, n. 1982)
- Jim Ross, personaggio televisivo statunitense (Fort Bragg, n. 1952)

## Pesisti(3)
- Jim Doehring, ex pesista statunitense (Santa Barbara, n. 1962)
- Jim Fuchs, pesista e discobolo statunitense (Chicago, n. 1927 - New York, † 2010)
- Randy Matson, ex pesista statunitense (Kilgore, n. 1945)

## Pianisti(4)
- James Barbagallo, pianista statunitense (Pittsburg, n. 1952 - San Leandro, † 1996)
- Eubie Blake, pianista e compositore statunitense (Baltimora, n. 1883 - Brooklyn, † 1983)
- James Booker, pianista, compositore e tastierista statunitense (New Orleans, n. 1939 - † 1983)
- James Friskin, pianista e compositore scozzese (Glasgow, n. 1886 - New York, † 1967)

## Piloti automobilistici(22)
- James Allen, pilota automobilistico australiano (Perth, n. 1996)
- Jimmy Bryan, pilota automobilistico statunitense (Phoenix, n. 1926 - Langhorne, † 1960)
- James Calado, pilota automobilistico britannico (Cropthorne, n. 1989)
- Jim Clark, pilota automobilistico britannico (Kilmany, n. 1936 - Hockenheim, † 1968)
- Jim Crawford, pilota automobilistico britannico (Dunfermline, n. 1948 - Tierra Verde, † 2002)
- Jimmy Davies, pilota automobilistico statunitense (Glendale, n. 1929 - Chicago, † 1966)
- Jimmy Daywalt, pilota automobilistico statunitense (Wabash, n. 1924 - Indianapolis, † 1966)
- Howden Ganley, pilota di Formula 1 neozelandese (Hamilton, n. 1941)
- Jim Hall, ex pilota automobilistico e dirigente sportivo statunitense (Abilene, n. 1935)
- Duncan Hamilton, pilota automobilistico britannico (Cork, n. 1920 - Sherborne, † 1994)
- Denny Hamlin, pilota automobilistico statunitense (Tampa, n. 1980)
- James Hinchcliffe, pilota automobilistico canadese (Oakville, n. 1986)
- James Hunt, pilota automobilistico britannico (Londra, n. 1947 - Londra, † 1993)
- Jim Hurtubise, pilota automobilistico statunitense (North Tonawanda, n. 1932 - Port Arthur, † 1989)
- Jimmy Jackson, pilota automobilistico statunitense (Indianapolis, n. 1910 - Desert Hot Springs, † 1984)
- James Nash, pilota automobilistico britannico (Milton Keynes, n. 1985)
- Dick Rathmann, pilota automobilistico statunitense (Los Angeles, n. 1924 - Melbourne, † 2000)
- Jimmy Reece, pilota automobilistico statunitense (Oklahoma City, n. 1929 - Trenton, † 1958)
- James Rossiter, ex pilota automobilistico britannico (Oxford, n. 1983)
- Hap Sharp, pilota di Formula 1 statunitense (Tulsa, n. 1928 - San Martín de los Andes, † 1993)
- Jimmy Stewart, pilota automobilistico britannico (Milton, n. 1931 - Helensburgh, † 2008)
- James Thompson, pilota automobilistico britannico (York, n. 1974)

## Piloti di rally(1)
- James Fulton, copilota di rally irlandese (n. 1992)

## Piloti motociclistici(6)
- James Ellison, pilota motociclistico britannico (Kendal, n. 1980)
- James Haydon, pilota motociclistico britannico (Amersham, n. 1974)
- Jim Redman, pilota motociclistico rhodesiano (Londra, n. 1931)
- James Stewart Jr., pilota motociclistico statunitense (Bartow, n. 1985)
- James Toseland, pilota motociclistico britannico (Sheffield, n. 1980)
- James Whitham, pilota motociclistico britannico (Huddersfield, n. 1966)

## Pistard(3)
- James Hedgcock, pistard e ciclista di BMX canadese (Hamilton, n. 2001)
- Martin Vinnicombe, ex pistard australiano (Melbourne, n. 1964)
- James Walker, pistard sudafricano (n. 1897)

## Pittori(18)
- James Anderson, pittore e fotografo britannico (Blencarn, n. 1813 - Roma, † 1877)
- James Archer, pittore britannico (Edimburgo, n. 1823 - Haslemere, † 1904)
- James Baker Payne, pittore inglese (Bristol, n. 1800 - Londra, † 1870)
- James Barry, pittore irlandese (Cork, n. 1741 - † 1806)
- James Carroll Beckwith, pittore statunitense (Hannibal, n. 1852 - New York, † 1917)
- James Bourne, pittore britannico (Dalby, n. 1773 - Sutton Coldfield, † 1854)
- James Collinson, pittore inglese (Mansfield, n. 1825 - Camberwell, † 1881)
- James Ensor, pittore e incisore belga (Ostenda, n. 1860 - Ostenda, † 1949)
- James Fitzgerald, pittore statunitense (Boston, n. 1899 - Inis Mór, † 1971)
- James Gill, pittore statunitense (Tahoka, n. 1934)
- James Gurney, pittore, illustratore e scrittore statunitense (Glendale, n. 1958)
- James Holland, pittore inglese (Burslem, n. 1799 - Londra, † 1870)
- James Pollard, pittore britannico (Islington, n. 1792 - Chelsea, † 1867)
- James Rosenquist, pittore statunitense (Grand Forks, n. 1933 - New York, † 2017)
- James Sant, pittore inglese (Londra, n. 1820 - Londra, † 1916)
- James Talmage White, pittore inglese (Londra, n. 1833 - Cracovia, † 1907)
- James Ward, pittore e incisore inglese (Londra, n. 1769 - Cheshunt, † 1859)
- James Abbott McNeill Whistler, pittore, incisore e litografo statunitense (Lowell, n. 1834 - Londra, † 1903)

## Poeti(23)
- James K. Baxter, poeta neozelandese (Dunedin, n. 1926 - Auckland, † 1972)
- James Beattie, poeta e filosofo scozzese (n. 1735 - † 1803)
- James Edwin Campbell, poeta, editore e saggista statunitense (Pomeroy, n. 1867 - † 1896)
- James Emanuel, poeta statunitense (Alliance, n. 1921 - Parigi, † 2013)
- James Elroy Flecker, poeta, romanziere e drammaturgo inglese (Lewisham, n. 1884 - Davos, † 1915)
- James Henry, poeta, medico e latinista irlandese (Dublino, n. 1798 - Dublino, † 1876)
- James Hogg, poeta e scrittore scozzese (Ettrick, n. 1770 - Ettrick, † 1835)
- James S Holmes, poeta e traduttore olandese (Collins, n. 1924 - Amsterdam, † 1986)
- Langston Hughes, poeta, scrittore e drammaturgo statunitense (Joplin, n. 1901 - New York, † 1967)
- James Laughlin, poeta, saggista e editore statunitense (Pittsburgh, n. 1914 - Norfolk, † 1997)
- James Russell Lowell, poeta, critico letterario e diplomatico statunitense (Cambridge, n. 1819 - Cambridge, † 1891)
- James Macpherson, poeta scozzese (Ruthven, n. 1736 - Belville, † 1796)
- James Clarence Mangan, poeta irlandese (Dublino, n. 1803 - † 1849)
- James Merrill, poeta statunitense (New York, n. 1926 - Tucson, † 1995)
- James Montgomery, poeta scozzese (Irvine, n. 1771 - † 1854)
- James Oppenheim, poeta, scrittore e editore statunitense (Saint Paul, n. 1882 - New York, † 1932)
- James Schuyler, poeta statunitense (Chicago, n. 1923 - New York, † 1991)
- Lewis Spence, poeta e giornalista scozzese (Angus, n. 1874 - † 1955)
- James Still, poeta e romanziere statunitense (La Fayette, n. 1906 - Hazard, † 2001)
- James Tate, poeta statunitense (Kansas City, n. 1943 - Amherst, † 2015)
- James Thomson, poeta e drammaturgo scozzese (n. 1700 - † 1748)
- James Thomson, poeta scozzese (Port Glasgow, n. 1834 - Londra, † 1882)
- James Wright, poeta statunitense (Martins Ferry, n. 1927 - New York, † 1980)

## Polistrumentisti(4)
- Jim Cox, polistrumentista, compositore e arrangiatore statunitense
- Jim Lea, polistrumentista britannico (Wolverhampton, n. 1949)
- Jim Root, polistrumentista statunitense (Des Moines, n. 1971)
- Jimmy Sturr, polistrumentista e musicista statunitense (Warwick, n. 1941)

## Politologi(2)
- James Rosenau, politologo statunitense (Filadelfia, n. 1924 - Louisville, † 2011)
- James Q. Wilson, politologo statunitense (Denver, n. 1931 - Boston, † 2012)

## Predicatori(3)
- Jim Jones, predicatore e criminale statunitense (Crete, n. 1931 - Jonestown, † 1978)
- James Henley Thornwell, predicatore e scrittore statunitense (n. 1812 - † 1862)
- James Wells, predicatore e teologo inglese (Hampshire, n. 1803 - † 1872)

## Preparatori atletici(1)
- James Walker, preparatore atletico e ex calciatore inglese (Nottingham, n. 1973)

## Presbiteri(5)
- James Alison, presbitero e teologo inglese (n. 1959)
- James Hervey, presbitero, teologo e letterato inglese (Hardingstone, n. 1714 - Weston Favell, Northampton, † 1758)
- James Keller, presbitero e missionario statunitense (Oakland, n. 1900 - New York, † 1977)
- James Athanasius Weisheipl, presbitero, filosofo e scrittore statunitense (Oshkosh, n. 1923 - Saskatoon, † 1985)
- James Woodforde, prete inglese (Ansford, n. 1740 - Weston Longville, † 1803)

## Produttori cinematografici(4)
- James Glickenhaus, produttore cinematografico, imprenditore e regista statunitense (New York, n. 1950)
- James Jacks, produttore cinematografico statunitense (n. 1947 - Los Angeles, † 2014)
- James Lassiter, produttore cinematografico statunitense
- James G. Robinson, produttore cinematografico statunitense

## Produttori discografici(6)
- James Guthrie, produttore discografico britannico (Londra, n. 1953)
- Jimmy Iovine, produttore discografico e imprenditore statunitense (New York, n. 1953)
- James Michael, produttore discografico, compositore e musicista statunitense (Holland, n. 1968)
- Jimmy Miller, produttore discografico e tastierista statunitense (Brooklyn, n. 1942 - Denver, † 1994)
- Blockhead, produttore discografico, musicista e disc jockey statunitense (n. 1976)
- Jim Steinman, produttore discografico, compositore e pianista statunitense (Hewlett Harbor, n. 1947 - Danbury, † 2021)

## Produttori televisivi(2)
- James L. Brooks, produttore televisivo, produttore cinematografico e regista statunitense (New York, n. 1940)
- James Hayman, produttore televisivo, regista televisivo e direttore della fotografia statunitense (Paterson)

## Psicoanalisti(2)
- James Hillman, psicoanalista, saggista e filosofo statunitense (Atlantic City, n. 1926 - Thompson, † 2011)
- James Strachey, psicoanalista inglese (Londra, n. 1887 - High Wycombe, † 1967)

## Psicologi(9)
- James Rowland Angell, psicologo statunitense (Burlington, n. 1869 - Hamden, † 1949)
- James Mark Baldwin, psicologo statunitense (Columbia, n. 1861 - Parigi, † 1934)
- James McKeen Cattell, psicologo e editore statunitense (Easton, n. 1860 - Lancaster, † 1944)
- James Elmer Mitchell, psicologo statunitense (n. 1952)
- James R. Flynn, psicologo statunitense (Washington, n. 1934 - Dunedin, † 2020)
- James Gibson, psicologo statunitense (McConnelsville, n. 1904 - Ithaca, † 1979)
- James H. Leuba, psicologo statunitense (n. 1868 - † 1946)
- James McClelland, psicologo statunitense (Cambridge, n. 1948)
- James Olds, psicologo statunitense (Chicago, n. 1922 - Laguna Beach, † 1976)

## Pubblicitari(1)
- James Montgomery Flagg, pubblicitario e illustratore statunitense (Pelham Manor, n. 1877 - New York, † 1960)

## Pugili(23)
- Jimmy Bivins, pugile statunitense (Dry Branch, n. 1919 - Cleveland, † 2012)
- James Bollinger, pugile statunitense
- James Boyd, pugile statunitense (Rocky Mount, n. 1930 - Baltimora, † 1997)
- James J. Braddock, pugile statunitense (New York, n. 1905 - North Bergen, † 1974)
- James Burke, pugile britannico (Londra, n. 1809 - Londra, † 1845)
- Jimmy Carter, pugile statunitense (Aiken, n. 1923 - † 1994)
- James J. Corbett, pugile e attore statunitense (San Francisco, n. 1866 - Long Island, † 1933)
- Les Darcy, pugile australiano (Stradbroke, n. 1895 - Memphis, † 1917)
- James DeGale, pugile britannico (Londra, n. 1986)
- James Douglas, ex pugile statunitense (Columbus, n. 1960)
- Jim Driscoll, pugile gallese (Cardiff, n. 1880 - † 1925)
- James Figg, pugile inglese (n. 1695 - † 1734)
- James J. Jeffries, pugile e arbitro di pugilato statunitense (Carroll, n. 1875 - Burbank, † 1953)
- James Kirkland, pugile statunitense (Austin, n. 1984)
- Jimmy Lloyd, pugile britannico (Liverpool, n. 1939 - Skelmersdale, † 2013)
- Jim McKenzie, pugile britannico (Leith, n. 1903 - Portobello, † 1931)
- Jimmy McLarnin, pugile canadese (County Down, n. 1907 - † 2004)
- Shea Neary, ex pugile britannico (Liverpool, n. 1968)
- Jimmy Slade, pugile statunitense (Norfolk, n. 1926 - New York, † 1996)
- James Scott, pugile statunitense (Newark, n. 1947 - † 2018)
- Jimmy Slattery, pugile statunitense (Buffalo, n. 1905 - † 1960)
- James Smith, ex pugile statunitense (Magnolia, n. 1953)
- James Toney, ex pugile statunitense (Grand Rapids, n. 1968)

## Radiologi(1)
- Ralston Paterson, radiologo e oncologo scozzese (Edimburgo, n. 1897 - Moffat, † 1981)

## Rapper(8)
- BlocBoy JB, rapper statunitense (Memphis, n. 1996)
- Devlin, rapper britannico (Dagenham, n. 1989)
- Freddie Foxxx, rapper e produttore discografico statunitense (Long Island, n. 1969)
- BabyTron, rapper statunitense (Ypsilanti, n. 2000)
- LL Cool J, rapper e attore statunitense (New York, n. 1968)
- Lil' Cease, rapper statunitense (New York, n. 1977)
- Anybody Killa, rapper statunitense (Novi, n. 1973)
- Soulja Slim, rapper e cantautore statunitense (New Orleans, n. 1977 - New Orleans, † 2003)

## Registi teatrali(2)
- James Macdonald, regista teatrale britannico (n. 1958)
- James Roose-Evans, regista teatrale, direttore artistico e attore britannico (Londra, n. 1927 - † 2022)

## Religiosi(5)
- James Anderson, religioso scozzese (Aberdeen, n. 1679 - Londra, † 1739)
- James C. Brewster, religioso statunitense (n. 1826 - † 1909)
- James Haldenston, religioso scozzese (Saint Andrews, † 1443)
- James Springer White, religioso statunitense (Palmyra, n. 1821 - Battle Creek, † 1881)
- James Whitfield, religioso e arcivescovo cattolico inglese (Liverpool, n. 1770 - Baltimora, † 1834)

## Rugbisti a 15(31)
- James Allan, rugbista a 15 neozelandese (East Taieri, n. 1860 - Hawera, † 1934)
- James Broadhurst, ex rugbista a 15 neozelandese (Kaitaia, n. 1987)
- Shane Byrne, ex rugbista a 15 e imprenditore irlandese (Aughrim, n. 1971)
- James Dalton, ex rugbista a 15 sudafricano (Johannesburg, n. 1972)
- James Faiva, rugbista a 15 tongano (Auckland, n. 1994)
- James Forrester, ex rugbista a 15 britannico (Oxford, n. 1981)
- Jim Hamilton, ex rugbista a 15 britannico (Swindon, n. 1982)
- James Hanson, rugbista a 15 australiano (Brisbane, n. 1988)
- James Haskell, ex rugbista a 15 britannico (Windsor, n. 1985)
- Jamie Heaslip, ex rugbista a 15 irlandese (Tiberiade, n. 1983)
- Jamie Hendrie, ex rugbista a 15 e medico australiano (Singapore, n. 1951)
- James Hook, ex rugbista a 15 e allenatore di rugby a 15 britannico (Port Talbot, n. 1985)
- James Horwill, ex rugbista a 15 australiano (Brisbane, n. 1985)
- Jamie Joseph, rugbista a 15 neozelandese (Blenheim, n. 1969)
- Jim Love, ex rugbista a 15 e allenatore di rugby a 15 neozelandese (Blenheim, n. 1953)
- James Lowe, rugbista a 15 neozelandese (Nelson, n. 1992)
- James Marshall, rugbista a 15 neozelandese (Auckland, n. 1988)
- James O'Connor, rugbista a 15 australiano (Gold Coast, n. 1990)
- James Parsons, rugbista a 15 neozelandese (Palmerston North, n. 1986)
- James Pritchard, ex rugbista a 15 australiano (Parkes, n. 1979)
- Jamie Ritchie, rugbista a 15 britannico (Dundee, n. 1996)
- James Ryan, rugbista a 15 irlandese (Blackrock, n. 1996)
- Jamie Salmon, ex rugbista a 15, allenatore di rugby a 15 e giornalista britannico (Hong Kong, n. 1959)
- James Simpson-Daniel, rugbista a 15 britannico (Stockton-on-Tees, n. 1982)
- James Slipper, rugbista a 15 australiano (Gold Coast, n. 1989)
- James Small, rugbista a 15 sudafricano (Città del Capo, n. 1969 - Johannesburg, † 2019)
- Jim Staples, rugbista a 15 irlandese (Londra, n. 1965)
- Jim Telfer, rugbista a 15 e allenatore di rugby a 15 scozzese (Kirkcaldy, n. 1940)
- Jim Thompson, rugbista a 15 britannico (Catterick, n. 1984)
- James Topping, rugbista a 15 irlandese (Belfast, n. 1974)
- Jimmy Tuivaiti, rugbista a 15 neozelandese (Auckland, n. 1988)

## Saggisti(2)
- Leigh Hunt, saggista, poeta e scrittore inglese (Londra, n. 1784 - Londra, † 1859)
- James Howard Kunstler, saggista, giornalista e scrittore statunitense (New York, n. 1948)

## Sassofonisti(7)
- James Carter, sassofonista statunitense (Detroit, n. 1969)
- Jimmy Forrest, sassofonista statunitense (Saint Louis, n. 1920 - Grand Rapids, † 1980)
- Jimmy Heath, sassofonista e compositore statunitense (Filadelfia, n. 1926 - Loganville, † 2020)
- Boney James, sassofonista, cantautore e produttore discografico statunitense (Lowell, n. 1961)
- James Moody, sassofonista e flautista statunitense (Savannah, n. 1925 - San Diego, † 2010)
- James Chance, sassofonista e cantautore statunitense (Milwaukee, n. 1953 - New York, † 2024)
- James Spaulding, sassofonista e flautista statunitense (Indianapolis, n. 1937)

## Scacchisti(5)
- James M. Aitken, scacchista scozzese (Calderbank, n. 1908 - Cheltenham, † 1983)
- James Hanham, scacchista statunitense (Woodville, n. 1840 - New York, † 1923)
- James Mason, scacchista irlandese (Kilkenny, n. 1849 - Rochford, † 1905)
- James Porterfield Rynd, scacchista e avvocato irlandese (Dublino, n. 1846 - Dublino, † 1917)
- James Tarjan, scacchista statunitense (Pomona, n. 1952)

## Sceneggiatori(17)
- Jim Abrahams, sceneggiatore e regista statunitense (Shorewood, n. 1944 - Santa Monica, † 2024)
- James Lee Barrett, sceneggiatore e paroliere statunitense (Charlotte, n. 1929 - Templeton, † 1989)
- Jim Cornette, sceneggiatore statunitense (Louisville, n. 1961)
- James Graham, sceneggiatore, drammaturgo e librettista britannico (Mansfield, n. 1982)
- James B. Harris, sceneggiatore, produttore cinematografico e regista statunitense (New York, n. 1928)
- James V. Hart, sceneggiatore, scrittore e produttore cinematografico statunitense (Fort Worth, n. 1947)
- James Manos, Jr., sceneggiatore e produttore televisivo statunitense
- James Miller, sceneggiatore, poeta e librettista inglese (Bridport, n. 1704 - Chelsea, † 1744)
- James Moran, sceneggiatore britannico (York, n. 1972)
- James Poe, sceneggiatore statunitense (Dobbs Ferry, n. 1921 - Malibu, † 1980)
- James Schamus, sceneggiatore, produttore cinematografico e regista statunitense (Detroit, n. 1959)
- James C. Strouse, sceneggiatore e regista statunitense (Goshen)
- Jim e John Thomas, sceneggiatore statunitense (Needles)
- James Toback, sceneggiatore, regista e giornalista statunitense (New York, n. 1944)
- James Vanderbilt, sceneggiatore e produttore cinematografico statunitense (Norwalk, n. 1975)
- James Watkins, sceneggiatore e regista britannico (Nottingham, n. 1973)
- James R. Webb, sceneggiatore e scrittore statunitense (Denver, n. 1909 - Beverly Hills, † 1974)

## Scenografi(4)
- James Basevi, scenografo britannico (Plymouth, n. 1890 - Bellflower, † 1962)
- James Chinlund, scenografo statunitense (New York, n. 1971)
- Jim Erickson, scenografo statunitense
- James Price, scenografo britannico

## Schermidori(6)
- James Melvill van Carnbée, schermidore olandese (L'Aia, n. 1867 - Zeist, † 1944)
- James Carpenter, ex schermidore statunitense (Canton, n. 1962)
- James Flynn, schermidore statunitense (Paterson, n. 1907 - West Orange, † 2000)
- James Margolis, schermidore statunitense (New York, n. 1936 - † 2025)
- James Melcher, schermidore statunitense (Pittsfield, n. 1939 - New York, † 2023)
- James Williams, schermidore statunitense (Sacramento, n. 1985)

## Sciatori alpini(13)
- Jim Barrier, sciatore alpino statunitense (Wallace, n. 1940 - Indio, † 2000)
- Jim Barrows, sciatore alpino e allenatore di sci alpino statunitense (Los Angeles, n. 1944 - Steamboat Springs, † 2024)
- Jamie Casselman, sciatore alpino canadese (n. 2000)
- Jimmy Cochran, ex sciatore alpino statunitense (Burlington, n. 1981)
- James Couttet, sciatore alpino, saltatore con gli sci e allenatore di sci alpino francese (Chamonix-Mont-Blanc, n. 1921 - Chamonix-Mont-Blanc, † 1997)
- James Crawford, sciatore alpino canadese (Toronto, n. 1997)
- Jim Gaddis, ex sciatore alpino statunitense (n. 1940)
- Jimmy Heuga, sciatore alpino e allenatore di sci alpino statunitense (San Francisco, n. 1943 - Boulder, † 2010)
- Jim Hunter, ex sciatore alpino canadese (Shaunavon, n. 1953)
- Pete Patterson, ex sciatore alpino statunitense (Sun Valley, n. 1957)
- James Patterson, sciatore alpino australiano (West Wyalong, n. 1970)
- Rudd Pyles, ex sciatore alpino statunitense (n. 1949)
- Jim Read, ex sciatore alpino canadese (Kingston, n. 1962)

## Sciatori freestyle(1)
- James Matheson, sciatore freestyle australiano (n. 1995)

## Scienziati(1)
- James Crichton, scienziato, poeta e matematico scozzese (Dumfries, n. 1560 - Mantova, † 1582)

## Scrittori di fantascienza(6)
- James Gunn, scrittore di fantascienza statunitense (Kansas City, n. 1923 - Lawrence, † 2020)
- James P. Hogan, autore di fantascienza britannico (Londra, n. 1941 - † 2010)
- James Patrick Kelly, autore di fantascienza statunitense (Mineola, n. 1951)
- James Morrow, autore di fantascienza statunitense (Filadelfia, n. 1947)
- James H. Schmitz, autore di fantascienza statunitense (Amburgo, n. 1911 - Los Angeles, † 1981)
- James White, autore di fantascienza irlandese (Belfast, n. 1928 - Portstewart, † 1999)

## Scultori(1)
- James Earle Fraser, scultore e medaglista statunitense (Winona, n. 1876 - Westport, † 1953)

## Sindacalisti(2)
- James Connolly, sindacalista, rivoluzionario e patriota irlandese (Edimburgo, n. 1868 - Dublino, † 1916)
- Jimmy Hoffa, sindacalista statunitense (Brazil, n. 1913)

## Skater(1)
- Chris Cole, skater statunitense (Statesville, n. 1982)

## Skeletonisti(1)
- Jimmy Shea, ex skeletonista statunitense (n. 1968)

## Slittinisti(3)
- James Ives, ex slittinista canadese (Bancroft, n. 1972)
- James Manclark, ex slittinista britannico (Peebles, n. 1939)
- James Murray, ex slittinista statunitense (Helena, n. 1946)

## Sociologi(1)
- James Samuel Coleman, sociologo statunitense (Bedford, n. 1926 - Chicago, † 1995)

## Sollevatori(3)
- James Bradford, sollevatore statunitense (Washington, n. 1928 - Silver Spring, † 2013)
- James George, ex sollevatore statunitense (Akron, n. 1935)
- Jim Halliday, sollevatore britannico (Farnworth, n. 1918 - † 2007)

## Storici(12)
- James Ackerman, storico statunitense (San Francisco, n. 1919 - † 2016)
- James Ford Rhodes, storico e scrittore statunitense (Cleveland, n. 1848 - † 1927)
- James Germain Février, storico e filologo francese (Clérac, n. 1895 - Parigi, † 1976)
- James Joll, storico, saggista e biografo britannico (Bristol, n. 1918 - † 1994)
- James T. Kloppenberg, storico statunitense (Denver, n. 1959)
- James Lockhart, storico statunitense (n. 1933 - † 2014)
- James Mackintosh, storico scozzese (Aldourie, n. 1765 - Londra, † 1832)
- James M. McPherson, storico statunitense (Valley City, n. 1936)
- James Mill, storico, filosofo e economista scozzese (Angus, n. 1773 - Kensington, † 1836)
- James Phinney Baxter III, storico statunitense (Portland, n. 1893 - Williamstown, † 1975)
- James Tabor, storico statunitense (Texas, n. 1946)
- James Truslow Adams, storico statunitense (Brooklyn, n. 1878 - Westport, † 1949)

## Storici dell'arte(1)
- James Beck, storico dell'arte statunitense (New Rochelle, n. 1930 - † 2007)

## Tastieristi(2)
- Jimmy Destri, tastierista statunitense (Brooklyn, n. 1954)
- James Newton Howard, tastierista e compositore statunitense (Los Angeles, n. 1951)

## Tennisti(14)
- James Anderson, tennista australiano (Enfield, n. 1894 - Gosford, † 1973)
- Jimmy Arias, ex tennista statunitense (Buffalo, n. 1964)
- James Auckland, ex tennista britannico (Norwich, n. 1980)
- James Blake, ex tennista statunitense (Yonkers, n. 1979)
- James Cerretani, tennista e allenatore di tennis statunitense (Reading, n. 1981)
- Jim Delaney, ex tennista statunitense (Newton, n. 1953)
- James Duckworth, tennista australiano (Sydney, n. 1992)
- James Dwight, tennista statunitense (Parigi, n. 1852 - Mattapoisett, † 1917)
- Chico Hagey, ex tennista statunitense (Evanston, n. 1953)
- Willoughby Hamilton, tennista e calciatore irlandese (Monasterevin, n. 1864 - Dublino, † 1943)
- Jim McManus, tennista statunitense (Oakland, n. 1940 - Ponte Vedra Beach, † 2011)
- James Cecil Parke, tennista irlandese (Clones, n. 1881 - Llandudno, † 1946)
- James Tracy, tennista statunitense (Ann Arbor, n. 2002)
- James Ward, ex tennista britannico (Londra, n. 1987)

## Tenori(4)
- Stuart Burrows, tenore britannico (Cilfynydd, n. 1933 - † 2025)
- James King, tenore statunitense (Dodge City, n. 1925 - Naples, † 2005)
- James McCracken, tenore statunitense (Gary, n. 1926 - New York, † 1988)
- Steuart Wilson, tenore e manager inglese (Bristol, n. 1889 - Petersfield, † 1966)

## Teologi(4)
- James Cone, teologo statunitense (Fordyce, n. 1936 - New York, † 2018)
- James Dunn, teologo e predicatore britannico (Birmingham, n. 1939 - † 2020)
- James Innell Packer, teologo canadese (Twyning, n. 1926 - Vancouver, † 2020)
- James Tyrie, teologo scozzese (Drumkilbo, n. 1543 - Roma, † 1597)

## Tiratori a segno(1)
- James Enoch Hill, tiratore a segno statunitense (Chicago, n. 1929 - Carlinville, † 2018)

## Tiratori di fune(2)
- James Clarke, tiratore di fune britannico (Bohola, n. 1874 - † 1929)
- James Woodget, tiratore di fune britannico (Burnham Market, n. 1874 - Fakenham, † 1960)

## Triplisti(2)
- James Butts, ex triplista statunitense (Los Angeles, n. 1950)
- James Connolly, triplista, lunghista e altista statunitense (Boston, n. 1868 - Brookline, † 1957)

## Trombonisti(3)
- J. J. Johnson, trombonista e compositore statunitense (Indianapolis, n. 1924 - Indianapolis, † 2001)
- James Pankow, trombonista e arrangiatore statunitense (Saint Louis, n. 1947)
- Trummy Young, trombonista e compositore statunitense (Savannah, n. 1912 - San Jose, † 1984)

## Truffatori(1)
- James Addison Reavis, truffatore statunitense (Contea di Henry, n. 1843 - Denver, † 1914)

## Tuffatori(4)
- James Connor, tuffatore australiano (Clayton, n. 1995)
- James Denny, tuffatore britannico (Leeds, n. 1993)
- James Heatly, tuffatore britannico (Winchester, n. 1997)
- James Lichtenstein, tuffatore statunitense (Chicago, n. 1994)

## Velisti(1)
- James Spithill, velista australiano (Sydney, n. 1979)

## Velocisti(14)
- Jimmy Ball, velocista canadese (Dauphin, n. 1903 - Victoria, † 1988)
- Jamie Baulch, ex velocista britannico (Nottingham, n. 1973)
- James Dasaolu, velocista e bobbista britannico (Londra, n. 1987)
- James Ellington, velocista britannico (Lewisham, n. 1985)
- James Gathers, velocista statunitense (Sumter, n. 1930 - Alcoa, † 2002)
- James Godday, velocista nigeriano (Kaduna, n. 1984)
- James Hall, velocista indiano (n. 1903 - Calcutta, † 1929)
- Jim Hines, velocista e giocatore di football americano statunitense (Dumas, n. 1946 - Hayward, † 2023)
- James LuValle, velocista statunitense (San Antonio, n. 1912 - Te Anau, † 1993)
- Jesse Owens, velocista e lunghista statunitense (Oakville, n. 1913 - Tucson, † 1980)
- James Quinn, velocista statunitense (Brooklyn, n. 1906 - Cranston, † 2004)
- James Roberts, velocista liberiano (n. 1936)
- James Soutter, velocista britannico (n. 1885 - Edimburgo, † 1966)
- James Wedderburn, velocista barbadiano (Bayfield, n. 1938)

## Vescovi anglicani(1)
- James Madison, vescovo anglicano statunitense (Port Republic, n. 1749 - † 1812)

## Vescovi cattolici(23)
- James Francis Checchio, vescovo cattolico statunitense (Camden, n. 1966)
- James Douglas Conley, vescovo cattolico statunitense (Kansas City, n. 1955)
- James Robert Golka, vescovo cattolico statunitense (Grand Island, n. 1966)
- James Aloysius Griffin, vescovo cattolico statunitense (Chicago, n. 1883 - Chicago, † 1948)
- James Augustine Healy, vescovo cattolico statunitense (Macon, n. 1830 - Portland, † 1900)
- James Thomas McHugh, vescovo cattolico statunitense (Orange, n. 1932 - Rockville Centre, † 2000)
- James Moriarty, vescovo cattolico irlandese (Dublino, n. 1936 - Milltown, † 2022)
- James Moynagh, vescovo cattolico e missionario irlandese (Loughduff, n. 1903 - Kiltegan, † 1985)
- James Johnston Navagh, vescovo cattolico statunitense (Buffalo, n. 1901 - Roma, † 1965)
- James O'Connor, vescovo cattolico e missionario irlandese (Cobh, n. 1823 - Omaha, † 1890)
- James Patrick Powers, vescovo cattolico statunitense (Baldwin, n. 1953)
- James Steven Rausch, vescovo cattolico statunitense (Albany, n. 1928 - Deer Valley, † 1981)
- James Ryan, vescovo cattolico irlandese (Thurles, n. 1848 - † 1923)
- James Patrick Shannon, vescovo cattolico statunitense (South St. Paul, n. 1921 - Wayzata, † 2003)
- James Terry Steib, vescovo cattolico statunitense (Vacherie, n. 1940)
- James Stephen Sullivan, vescovo cattolico statunitense (Kalamazoo, n. 1929 - Fargo, † 2006)
- James Anthony Tamayo, vescovo cattolico statunitense (Brownsville, n. 1949)
- James Clifford Timlin, vescovo cattolico statunitense (Scranton, n. 1927 - Scranton, † 2023)
- James Vann Johnston, vescovo cattolico statunitense (Knoxville, n. 1959)
- James Sean Wall, vescovo cattolico statunitense (Ganado, n. 1964)
- James Anthony Walsh, vescovo cattolico statunitense (Cambridge, n. 1867 - Maryknoll, † 1936)
- James Edward Walsh, vescovo cattolico e missionario statunitense (Cumberland, n. 1891 - Ossining, † 1981)
- James Kendrick Williams, vescovo cattolico statunitense (Athertonville, n. 1936)

## Violinisti(1)
- James Ehnes, violinista canadese (Brandon, n. 1976)

## Wrestler(29)
- Brute Bernard, wrestler canadese (Québec, n. 1921 - Charlotte, † 1984)
- Jim Brunzell, ex wrestler statunitense (n. 1949)
- Orange Cassidy, wrestler statunitense (Stewartsville, n. 1984)
- J.C. Ice, wrestler statunitense (Sydney, n. 1971)
- Deuce, ex wrestler statunitense (Lā'ie, n. 1971)
- J.J. Dillon, ex wrestler statunitense (Trenton, n. 1942)
- James Drake, wrestler inglese (Blackpool, n. 1993)
- James Ellsworth, wrestler statunitense (Baltimora, n. 1984)
- Bobby Fulton, ex wrestler statunitense (Chillicothe, Ohio, n. 1960)
- Jimmy Garvin, ex wrestler statunitense (Tampa, n. 1952)
- Bunkhouse Buck, ex wrestler statunitense (Bucksnort, Tennessee, n. 1950)
- Luke Graham, wrestler statunitense (Union Point, n. 1940 - Georgia, † 2006)
- Kamala, wrestler statunitense (Senatobia, n. 1950 - Oxford, † 2020)
- Drake Maverick, ex wrestler britannico (Birmingham, n. 1983)
- Jim Neidhart, wrestler statunitense (Montebello, n. 1955 - Wesley Chapel, † 2018)
- Jamie Noble, ex wrestler statunitense (Hanover, n. 1976)
- Nunzio, wrestler statunitense (New York, n. 1972)
- Jim Powers, ex wrestler statunitense (East Rutherford, n. 1958)
- Scott Putski, ex wrestler statunitense (Austin, Texas, n. 1966)
- Baron von Raschke, ex wrestler statunitense (Omaha, n. 1940)
- Jimmy Rave, wrestler statunitense (Atlanta, n. 1982 - Filadelfia, † 2021)
- The Sandman, wrestler statunitense (Filadelfia, n. 1963)
- Jimmy Snuka, wrestler figiano (Suva, n. 1943 - Hallandale Beach, † 2017)
- James Storm, wrestler statunitense (Franklin, n. 1977)
- Jimmy Valiant, ex wrestler e scrittore statunitense (Tullahoma, n. 1942)
- Koko B. Ware, ex wrestler statunitense (Union City, n. 1957)
- Mikey Whipwreck, ex wrestler statunitense (Buffalo, n. 1973)
- Jimmy Wang Yang, ex wrestler statunitense (Hollywood, n. 1981)
- Boris Zhukov, ex wrestler statunitense (Roanoke, n. 1959)

## Youtuber(3)
- James Charles, youtuber e truccatore statunitense (Bethlehem, n. 1999)
- MrBeast, youtuber e imprenditore statunitense (Wichita, n. 1998)
- James Rolfe, youtuber statunitense (Penns Grove, n. 1980)

## Senza attività specificata(8)
- James Douglas, IV conte di Morton, conte scozzese († 1581)
- James Gregory, ex pentatleta statunitense (n. 1970)
- James Hargreaves, carpentiere e inventore britannico (Oswaldtwistle, n. 1720 - Nottingham, † 1778)
- James Hepburn, IV conte di Bothwell, scozzese (Edimburgo - Dragsholm, † 1578)
- James Wilson Marshall, statunitense (Hopewell Township, n. 1810 - Kelsey, † 1885)
- James Mather, tecnico del suono britannico
- James Moore, ex pentatleta statunitense (Erie, n. 1935)
- James Woods, ex sciatore freestyle britannico (Sheffield, n. 1992)